# Antisemitismo en España

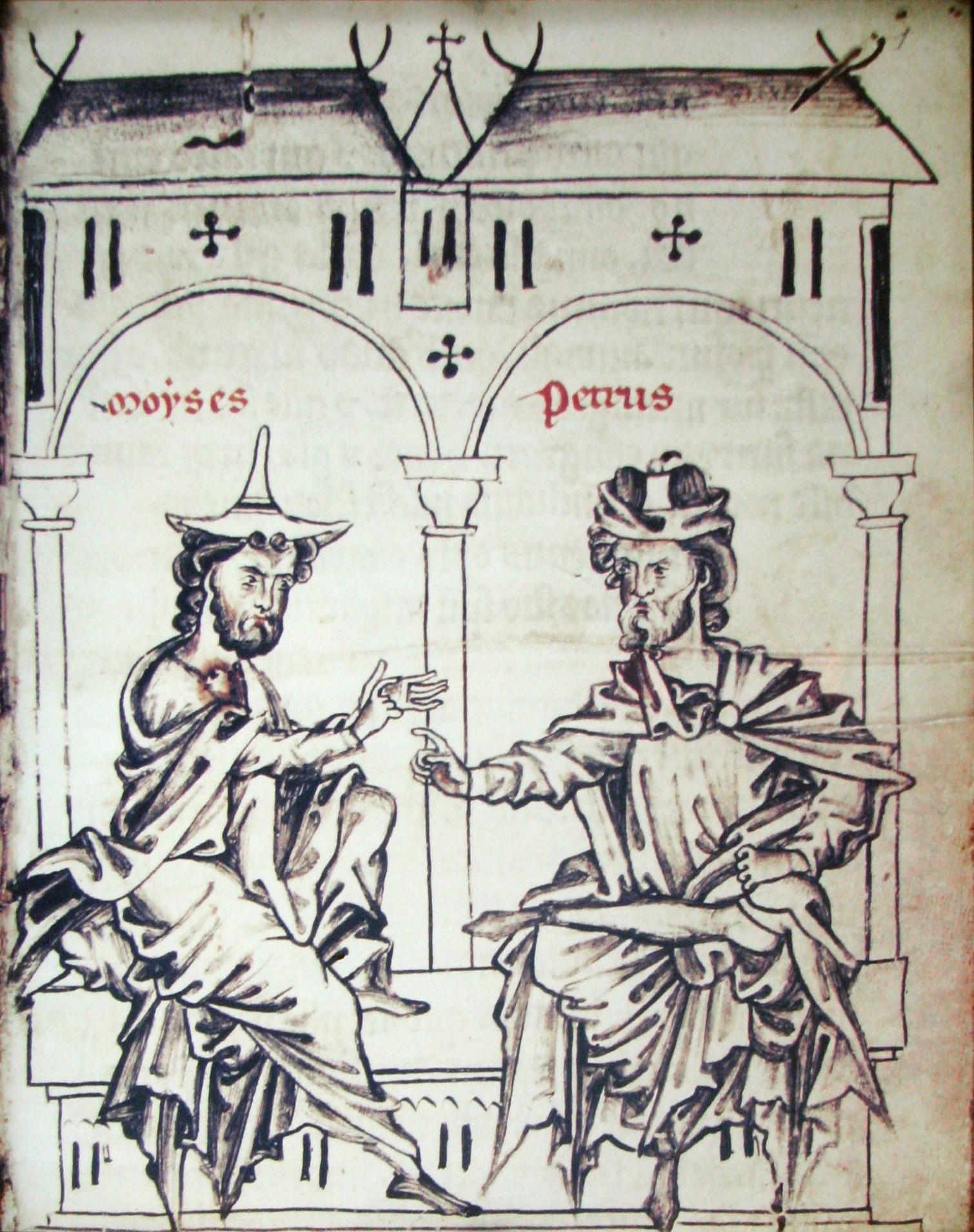
Miniatura del Diálogo contra judíos (Dialogi contra Iudaeos, c. 1109) de Pedro Alfonso; presenta un diálogo alegórico entre el judío y el cristiano, simbolizados aquí por Moisés y Pedro.

El antisemitismo en España es la manifestación en el país ibérico de ese movimiento sociocultural de animadversión hacia el pueblo judío. Enraizado en el antijudaísmo cristiano, que comienza con la expansión del cristianismo en la península ibérica en tiempos del Bajo Imperio romano, registra su primera manifestación violenta en la brutal persecución de los judíos en la Hispania visigoda. Durante la Edad Media, los judíos son «tolerados» en Al-Ándalus y en los reinos cristianos peninsulares, pero en ambos casos acaban siendo objeto de persecuciones que les obligan a emigrar o a convertirse. Tras las matanzas de judíos de 1391, surge el problema converso, que los Reyes Católicos pretenden atajar con la creación de la Inquisición española en 1478 y con la expulsión de los judíos de España en 1492. Sin embargo, la discriminación hacia los judeoconversos se legaliza con la implantación en algunas instituciones de los estatutos de limpieza de sangre. El «antijudaísmo sin judíos» continúa en los siglos siguientes hasta que, a finales del siglo XIX, llega a España el antisemitismo propiamente dicho, que alcanza su cénit durante la Segunda República Española y los primeros años de la dictadura franquista. Tras el reconocimiento del régimen franquista por parte de los Estados Unidos y las potencias occidentales en el contexto histórico de la Guerra Fría, el discurso antisemita pierde fuerza y, al final del franquismo y durante la Transición española solo será invocado por grupos de extrema derecha.

## Edad Antigua

### El antijudaísmo romano
En el mundo romano «pagano», los judíos eran un grupo religioso que gozaba del estatuto de religión autorizada (religio licita). Sin embargo, algunos romanos los miraban con desconfianza a causa de su monoteísmo ―«tenían fama de menospreciar todas las religiones excepto la suya», afirma Joseph Pérez― y también por su dificultad para asimilarse al resto de la población debido a sus costumbres ―la circuncisión, el rechazo a determinados alimentos, el sabbat―. En ocasiones eran acusados por ello de ser «enemigos de todo el género humano», tal como relata Tácito. Hubo conflictos entre los judíos y los que vivían junto a ellos que obligaron a las autoridades romanas a intervenir.

### El antijudaísmo cristiano en el Bajo Imperio romano (siglosIVyV)
La primera muestra de antijudaísmo cristiano en la Hispania romana, que además constituye la primera prueba documental de la existencia de comunidades judías en Hispania, son los cánones del concilio de Elvira (ca. 300/324), celebrado por los cristianos hispanos en Elvira (Ilíberis) a comienzos del siglo IV ―no se sabe si antes o después del Edicto de Milán―. Allí se tomaron una serie de acuerdos para impedir el proselitismo judío entre los cristianos, como la prohibición de los matrimonios entre cristianos y judíos ―o que los cristianos tuvieran concubinas judías―, y que los cristianos comieran junto con los judíos.

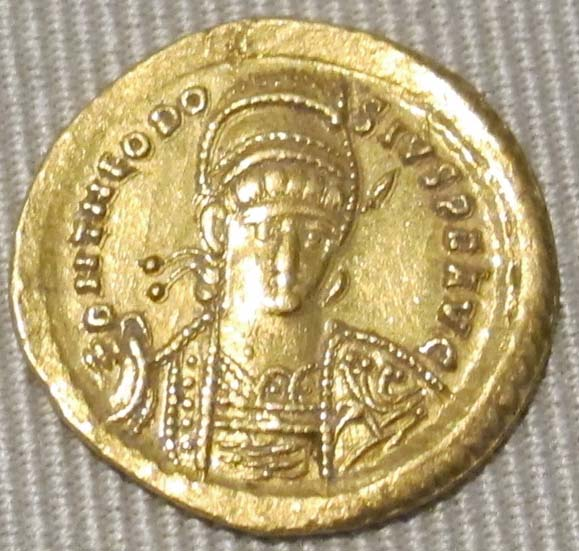
Sólido de oro de Teodosio II emperador romano de Oriente que ordenó la compilación del Código de leyes romanas que lleva su nombre.

En el siglo IV el cristianismo se impuso como la nueva religión oficial del Imperio romano y como consecuencia de ello comenzaron a promulgarse una serie de leyes discriminatorias para los judíos, siguiendo las enseñanzas de los Padres de la Iglesia, como Gregorio de Nisa que escribió de los judíos:

Asesinos del Señor y de los profetas, rebeldes y con odio hacia Dios, cambian la ley, resisten la gracia, repudian la fe de sus padres. Comparsas del diablo, raza de víboras, delatores, calumniadores, duros de cerviz, levadura farisaica, sanedrín de demonios, malditos, execrables...

Sin embargo, los judíos no perdieron su condición de cives romani (ciudadanos romanos) y el judaísmo continuó gozando de un estatus jurídico que garantizaba una cierta libertad religiosa ―por ejemplo, no se les podía obligar a realizar ningún tipo de labor en sábado o en el resto de fiestas judías; tenían sus propios tribunales para los litigios entre ellos―. Además se permitía a los judíos que se hubiesen bautizado volver a su antigua religión, lo que en épocas posteriores será considerado un grave delito.
Las disposiciones antijudías bajoimperiales fueron recogidas en el Codex Theodosianus en forma de 53 leyes, que el visigodo Código de Alarico o Lex romana visigothorum refundió en tan sólo diez.
Tal como son recogidas en este último código, las leyes establecían que los judíos no podían poseer esclavos cristianos, excepto los que hubiesen recibido en herencia; no podían acceder a determinados cargos públicos (excepto a los de la curia), ni al ejército, ni ejercer determinadas profesiones, como la de abogado ―«pues podían usar tales puestos para hacer mal a los cristianos e incluso a los sacerdotes cristianos»―;
estaban prohibidos, bajo pena de muerte, los matrimonios mixtos entre cristianos y judíos ―que también la ley judía prohibía, así como los concilios católicos―; se prohibió la circuncisión entre los que no fueran judíos de nacimiento y el médico que la practicara, sería condenado a muerte ―en el caso de que el circuncidado fuera un esclavo, este obtendría inmediatamente la libertad y su amo sería castigado con la muerte―; los cristianos que se convirtieran al judaísmo, perderían todos sus bienes y su testimonio no sería válido en un juicio, y, por el contrario, se prohibía a los judíos que molestaran a los judeoconversos ―el judío que convertía a un cristiano, esclavo o libre, era castigado con la pena de muerte y la confiscación de sus bienes―; se prohibió la construcción de nuevas sinagogas y las que se levantaran contraviniendo esta ley, serían transformadas seguidamente en iglesias cristianas ―en las reparaciones de las ya construidas se prohibía que se introdujese ningún tipo de embellecimiento―.
En el año 418 tuvo lugar en la isla de Menorca la primera muestra de violencia antijudía de la que se tiene noticia. El obispo católico de Mallorca, Severo, incitó a los cristianos de la isla a que asaltaran y saquearan las casas de los judíos de la isla y a que quemaran la sinagoga. Después, él mismo bautizó a la fuerza, de lo que se jactó en una carta, a más de quinientos de ellos.

## Edad Media

### La persecución de los judíos en la Hispania visigoda (siglosValVIII)
Tras la conversión del rey visigodo Recaredo al catolicismo, en el reino visigodo de Toledo se aplicaron unas políticas antijudías cada vez más «vejatorias» y «salvajes»,, lo que «no tiene parangón en los otros reinos católicos de la época».
La persecución la inició el «piadoso» rey Sisebuto (612-621) prohibiendo a los judíos que tuvieran esclavos cristianos y obligando a separar a los cónyuges de los matrimonios mixtos, que estaban prohibidos, si la parte infidelis (el judío o la judía) se negaba a convertirse al cristianismo, recayendo sobre ellos la pena de destierro perpetuo y la confiscación de todos sus bienes.
Asimismo endureció el castigo a los cristianos convertidos que no quisieran volver a su antigua fe: serían azotados públicamente, sufrirían la decalvación y se convertirían en esclavos del Tesoro. En cuanto al judío que hubiera inducido a un cristiano a convertirse a la ley de Moisés, sería ejecutado y sus propiedades confiscadas.
Pocos años después Sisebuto inició una política de conversiones forzosas de los judíos al cristianismo, que culminó con el decreto de la primera conversión general al catolicismo de todos los judíos.
Como consecuencia de este decreto, muchos judíos abandonaron Hispania, pero el número de los que lo hicieron se desconoce.

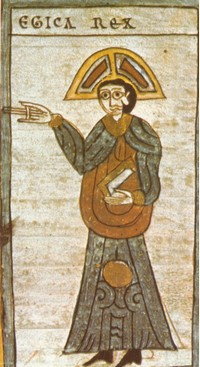
Representación del rey visigodo Égica (610-702) en el Códice emilianense.

Chintila (636-639/40) obligó a los judíos bautizados de Toledo a realizar una profesión de fe o placitum por el que se comprometían expresamente a no abandonar nunca la religión cristiana, a renunciar definitivamente a las prácticas judías y a no mantener ningún contacto con aquellos judíos convertidos que supieran que judaizaban.
En el placitum también se comprometían a abandonar las costumbres judías, como la circuncisión y las reglas de alimentación; a someter a la aprobación de las autoridades la Misná; y a lapidar hasta la muerte a cualquier judeoconverso que se apartara de la fe católica.
Por último, Chintila, de común acuerdo con el clero (cum regni sui sacerdotibus), decidió que sólo podrían vivir en su reino los súbditos católicos, lo que constituía una «innovación en la historia de la Europa occidental. Nada parecido se había conocido en el Imperio romano de Occidente ni en el reino arriano de España. Ni siquiera Sisebuto había llegado tan lejos».
Recesvinto (653-672) llevó a un primer clímax la política antijudía, al aprobar una decena de durísimas leyes que impedían a los judíos continuar con su detestanda fides et consuetudo al privarles de sus derechos civiles y religiosos. Prohibió las fiestas religiosas judaicas, la observación del sabbat y todas sus prácticas religiosas, incluida la circuncisión, las normas de alimentación o el matrimonio según el rito mosaico. Asimismo prohibió a los judíos entablar pleitos contra cristianos o testificar contra ellos ―incluso si eran esclavos―, salvo los conversos de segunda generación que hubieran probado su fe cristiana.
La pena que se imponía a los que incumplieran estas normas era la de muerte en la hoguera o la lapidación a manos de los miembros de su propia comunidad judía. Además, al quedar abolido el derecho romano con la promulgación del Código de Recesvinto, los judíos perdieron la inmunidad de ser procesados o convocados judicialmente en sábado.
Para reforzar su política antijudía, los judeoconversos de Toledo fueron obligados a suscribir un nuevo placitum el 18 de febrero de 654 más duro aún que el anterior de Chintila. «Participar en las ceremonias judías o tener creencias judías era ahora, y lo siguió siendo durante casi treinta años, un delito capital».
Ervigio (680-687) también se propuso exterminar la «peste judaica», lo que se concretó en nada menos que veintiocho leyes antijudías que presentó en el XII Concilio de Toledo (681), la más importante de las cuales fue la que exigía la conversión forzosa de todos los judíos, a los que se daba un plazo máximo de un año para bautizarse ellos, sus hijos y sus esclavos, una medida que no había impuesto Recesvinto. El que no lo hiciera, recibiría cien latigazos, sufriría la decalvación, sería desterrado y sus propiedades confiscadas si el rey así lo decidía ―el mismo castigo se impondría al judío que celebrase cualquier fiesta judía―.
La pena impuesta a la circuncisión fue tal vez la más brutal: tanto al circuncidado como al realizador se les cortarían los genitales y si este último era mujer, se le cortaría la nariz ―además todos ellos perderían sus propiedades―. Esa misma pena se aplicaría a los que hicieran proselitismo de la religión judaica.
También se impusieron importantes restricciones a los judíos que quisieran viajar.
El ataque de Egica (610-702) a los judíos ―entre 687 y 702― constituye el segundo clímax, después del de Recesvinto, en la persecución de los judíos en la Hispania visigoda, ya que tomó la decisión más brutal de toda la historia del reino visigodo de Toledo: convertir en esclavos a los judíos que se negaran a convertirse al cristianismo.
Lo justificó ante el XVII Concilio de Toledo (694), que aprobó esta medida, asegurando que los judíos de Hispania habían organizado una supuesta e increíble conspiración con los «judíos de ultramar» (hebrei transmarini) para combatir al pueblo cristiano y usurpar el trono.
«Las personas a las que el rey otorgara los esclavos judíos, tendrían que firmar un compromiso de no permitirles nunca practicar sus ritos. Finalmente, sus hijos les serían arrebatados cuando llegasen a los siete años y serían entregados a cristianos devotos para ser educados, y a su debido tiempo serían casados con cristianos».

#### El antijudaísmo de la Iglesia católica visigoda
Los obispos católicos reunidos en los sucesivos Concilios de Toledo apoyaron las leyes antijudías que les proponían los reyes visigodos, por lo que su papel «en los asuntos públicos fue indigno», afirma E. A. Thompson.
Así alentó y justificó Julián de Toledo la durísima política antijudía de Ervigio:

Ante cualquier mal que circula por el cuerpo, es costumbre de los buenos médicos cercenar con el hierro la zona afectada y primero amputar radicalmente las podredumbres purulentas, antes de que la parte nociva contagie a las sanas. […] Pienso que vuestra bondad, muy sagrado príncipe, deseará imitar la dulzura de este remedio admirable […] Pues bien, entre estos miembros putrefactos que han de evitarse, se encuentran las lenguas de los judíos, los cuales piensan que Cristo, el hijo de Dios prometido por la Ley, todavía no ha nacido […]

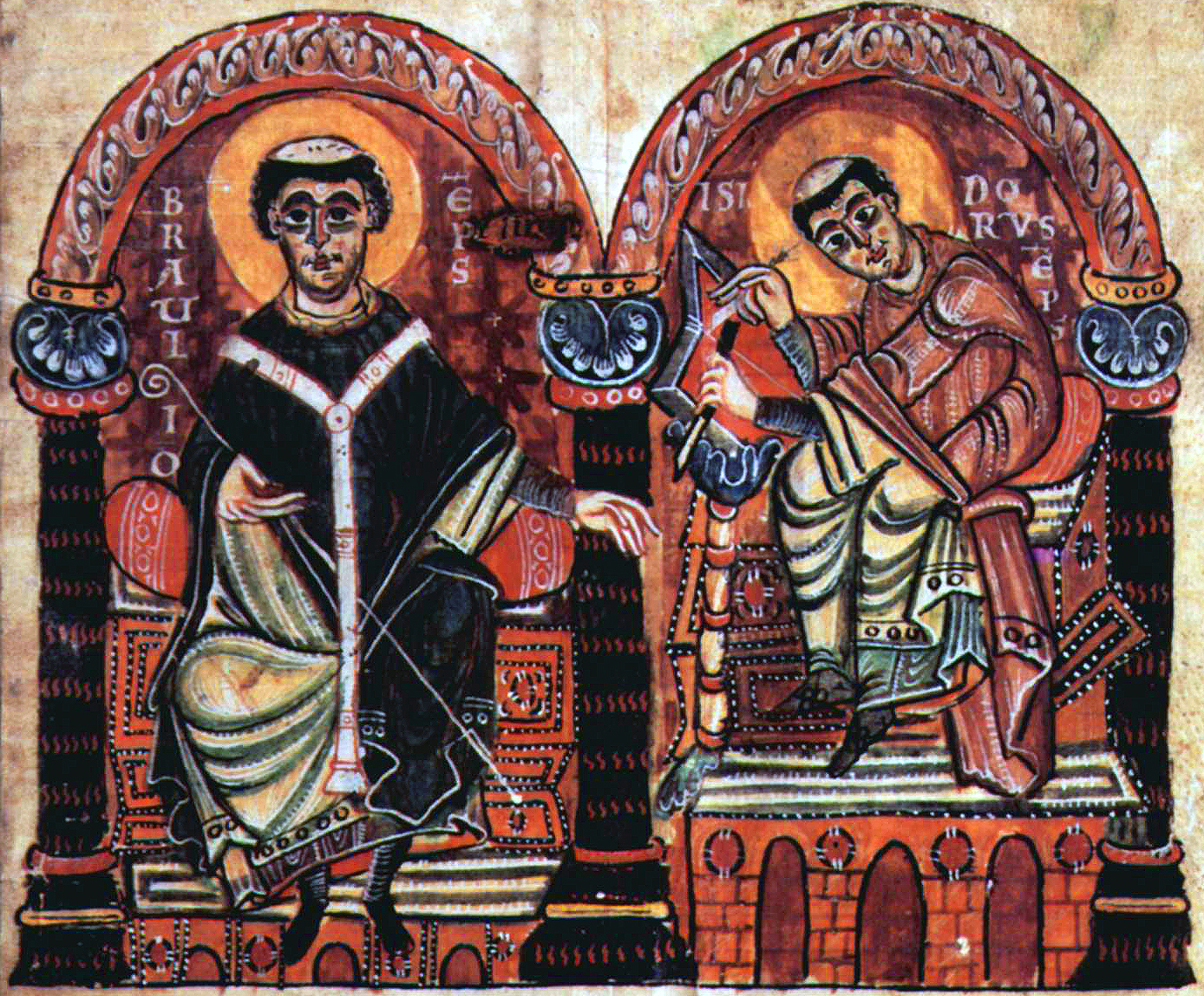
Braulio de Zaragoza e Isidoro de Sevilla en una miniatura otoniana del.

Asimismo la abundante literatura antijudía de los miembros más cultos de la jerarquía católica estimuló y explicó con argumentos teológicos la persecución a que fueron sometidos los judíos. Así, Isidoro de Sevilla escribió De fide católica ex veteri et novo testamento contra iudaeos en el que trataba de probar el fin de la Ley judaica; Braulio de Zaragoza fue el probable redactor del primer placitum ―profesión de fe pública obligatoria― de los judeoconversos de Toledo (Confessio vel professio iudaeorum civitatis Toletanae) de 637; Ildefonso de Toledo escribió De virginitate perpetua Sanctae Maria, un tratado contra los que negaban la virginidad de María, especialmente contra los judíos; Julián de Toledo fue el autor de De comprobatione sextae aetatis adversus iudaeos en el que defendía que Jesucristo era el Mesías y rechazaba la creencia judía de que la «la sexta edad del mundo» no había llegado aún porque la venida del verdadero Mesías no se había producido.
El argumento central de los ataques al judaísmo por parte de estos autores era, como escribió Isidoro de Sevilla, que los judíos «niegan a Cristo, el Hijo de Dios», de lo que deducían que el Mesías al que los judíos decían seguir esperando no podía ser otro que el Anticristo. Así lo expresaba Julián de Toledo: «En efecto, esta misma es la causa que aducís, por la que decís que Cristo no ha venido, pues es evidente que estáis esperando a otro, ciertamente al Anticristo». Así, los judíos eran equiparados a los herejes, calificados de falsos, malvados y blasfemos.
Ildefonso de Toledo llega al extremo de considerar a la Sinagoga como una congregación propia de animales:

A nuestra congregación nunca la llamaron los apóstoles sinagoga, sino siempre Iglesia, bien por distinguir, bien porque entre congregación, a que corresponde sinagoga, y convocatoria, a que corresponde el nombre de Iglesia, hay alguna diferencia; a saber, porque también los animales suelen congregarse, y de ellos decimos propiamente que son los greges; convocar, en cambio, es más bien propio de los racionales como son los hombres

La valoración que hacían de los judíos se resumía en el concepto de perfidia iudaica, que de concepto teológico pasó a tener un significado político, equiparándose a la noción de traición, una idea que recorrerá toda la Edad Media. Este fue el fundamento principal de la brutal política antijudía del rey Egica (610-702), dispuesto a acabar con esta «peligrosa» minoría.
Uno de los temas de los que más se ocuparon estos autores católicos hispanos fue el de la circuncisión. Como ha explicado Raúl González Salidero, «para Isidoro [de Sevilla], la circuncisión carnal de los judíos no era más que un signo distintivo que carecía de todo valor salvífico. Por el contrario, el bautismo (o circuncisión espiritual) limpiaba todos los pecados y ofrecía la salvación eterna al pueblo cristiano. Esta pérdida de todo valor religioso convertía a la circuncisión en una marca despreciable e indigna». Esto es lo que explica que fueran numerosas las leyes que la prohibieron agravando paulatinamente el castigo que merecían aquellos que la practicaran en hombres libres que no fuesen judíos. Así se pasó del exilio y la confiscación de bienes en época arriana, a la pena muerte a partir de Chindasvinto. Pero Recesvinto y Ervigio aún fueron más lejos: el primero prohibió la circuncisión a todos los judíos, incluidos los conversos, bajo pena de muerte por lapidación u hoguera; el segundo decretó la amputación de los genitales a los hombres que la practicaran y de la nariz a las mujeres que la consumaran o indujeran a otros a ello.
Otro de los temas que más les obsesionó fueron el sabbat y las fiestas judías, lo que quedó reflejado en la legislación visigoda que las prohibieron bajo penas de cien latigazos, destierro y confiscación de bienes, y que también obligaba a los judíos a observar las fiestas cristianas. Isidoro de Sevilla, que ignoraba el hebreo y, por tanto, tenía un conocimiento muy deficiente de las creencias y observancias judaicas, escribió sobre el sabbat:

La ociosa festividad de los judíos [el sábado] se emplea, dedicados todos al exceso sexual, para la lujuria, para la bebida, para provecho de la vida terrenal, para servir al vientre y al amor físico.

También fueron objeto de ataques las costumbres alimentarias judías, lo que de nuevo se reflejó en las leyes. Recesvinto llegó a imponer la pena de muerte por fuego o lapidación a los que respetaran los preceptos judaicos sobre los alimentos. A los conversos se les permitió abstenerse de comer carne de cerdo, pero Ervigio restringió esta excepción a los judíos bautizados que fueran verdaderamente buenos cristianos.

### El antijudaísmo musulmán en al-Ándalus (siglosVIIIalXIII)
Para los judíos, la invasión musulmana de la península ibérica de 711 significó el fin de la persecución a que habían sido sometidos por los monarcas visigodos y por la Iglesia católica. Sigue siendo objeto de debate si pidieron ayuda a los musulmanes del otro lado del estrecho de Gibraltar, pero está comprobado que los recibieron con los brazos abiertos y que colaboraron con ellos en la custodia de algunas ciudades, como Córdoba, Sevilla, Granada o Elvira, mientras los ejércitos de Tariq y Musa seguían avanzando hacia el norte. A lo largo de la Edad Media se fue extendiendo en los reinos cristianos, no sólo en los peninsulares, el mito de la «traición» de los judíos aliados con los musulmanes para destruir a los cristianos ―la creencia de que habían entregado Toledo estaba muy extendida―, mito que se intensificará durante las Cruzadas (1099-1291).
Los musulmanes, siguiendo las enseñanzas del Corán, consideraban que los cristianos y judíos eran como ellos «gentes del Libro», por lo que eran merecedores de un trato especial, la dhimma ―palabra árabe que significa a la vez ‘garantía’, ‘ley’, ‘protección’ y ‘contrato’―, y no debían ser forzados a convertirse al Islam. Los dhimmi (en árabe ذمّي, ‘protegidos’) tenían garantizadas la vida, la propiedad de sus bienes y la libertad de culto, así como un alto grado de autonomía en las aljamas, que les permitía, por ejemplo, tener sus propios tribunales para dirimir los asuntos de sus comunidades. Como contrapartida, estaban sujetos a un impuesto especial que no pagaban los creyentes y debían llevar vestidos y nombres que los distinguieran de los musulmanes. Además tenían prohibido pertenecer al ejército y detentar cargos públicos que les confirieran autoridad sobre los creyentes, aunque sí podían ejercer algunas funciones administrativas.
La «tolerancia» de los musulmanes hacia los judíos ―y hacia los cristianos, los llamados mozárabes― hay que entenderla en su sentido originario peyorativo ―aceptar algo negativo porque se obtiene de él alguna utilidad―, no en el sentido moderno, de respeto a las minorías. Como ha señalado Joseph Pérez, «mucho se ha idealizado y falseado la convivencia religiosa en al-Ándalus. La realidad dista mucho de ser idílica. [...] La documentación revela a los mozárabes y judíos como súbditos de segunda clase, además de subrayar las persecuciones puntuales contra los grupos al margen del Islam. Los musulmanes nunca trataron de comprender al judaísmo o el cristianismo, ni siquiera en los círculos ilustrados de Averroes». Consideraban a su religión como «la única verdadera, con exclusión de las otras dos» (y lo mismo creían los judíos y los cristianos).
Las comunidades judías de al-Ándalus alcanzaron un gran nivel de importancia y actividad hasta mediados del siglo XII, por lo que se considera esa época como la edad de oro de la cultura judía en España, aunque historiadores como Joseph Pérez cuestionan el uso de esa expresión.
Algunos judíos llegaron a alcanzar cargos importantes, lo que provocó la animadversión de amplias capas de la población musulmana hacia ellos, porque incumplían las restricciones de la dhimma, y ese odio se extendió hacia los judíos en general, a pesar de que los judíos prominentes eran una ínfima minoría.
Tras la desmembración del califato de Córdoba a principios del siglo XI se formaron los primeros «reinos de taifas». En la Taifa de Granada, el poder de facto era ejercido por el visir, el judío Samuel ha-Naguid, más conocido con el nombre de Nagrela. A su muerte en 1056, le sucedió su hijo Yosef, quien, como su padre, nombró a judíos para los altos cargos del reino. Diez años después, el 30 de diciembre de 1066, estalló una revuelta antijudía, instigada por las predicaciones y poemas de un alfaquí, en la que fueron asesinados cerca de cuatro mil judíos granadinos, incluido el visir Yosef.

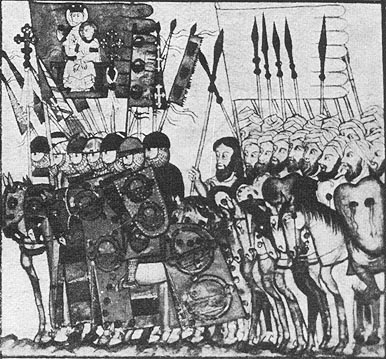
Ejército almohade, junto con un ejército cristiano aliado, preparados para la batalla en la ciudad de Marrakech

La «tolerancia» bajo la que habían vivido los judíos terminó cuando al-Ándalus se incorporó al Imperio almorávide, a partir de 1086, y, sobre todo, con el Imperio Almohade (1146-1232) que lo sustituyó. Los almorávides llegados del norte de África consideraron a los reyes de las taifas de al-Ándalus como traidores, irreligiosos, corruptos e impíos, y también los culparon de haber permitido que los judíos detentaran un poder que violaba la norma de la dhimma. Tras imponer la ortodoxia islámica y la pureza de las costumbres, muchos judíos fueron obligados a convertirse al islam. Otros consiguieron abandonar al-Ándalus, lo que dio lugar a una primera oleada de emigración de judíos ―y de mozárabes― a los reinos cristianos del norte de la Península.
Mucho más intransigentes con los no musulmanes, judíos y mozárabes, se mostraron los sucesores de los almorávides, los almohades, también procedentes del norte de África. Las aljamas judías ―algunas de las cuales, como la de Lucena, habían sobrevivido a los almorávides gracias al pago de una fuerte suma de dinero― fueron desmanteladas y sus integrantes se vieron obligados a emigrar. En aquellos lugares donde intentaron resistirse, como en Granada, fueron masacrados y los supervivientes fueron obligados a llevar indumentarias especiales, de color azul, para diferenciarlos de los musulmanes ―en el siglo XIII los judíos de Granada todavía tenían que llevar un gorro amarillo―. La inmensa mayoría de los judíos andalusíes marcharon entonces a los reinos cristianos peninsulares y hubo algunos que fueron a los Estados islámicos de Oriente próximo, menos intolerantes que los del Magreb. La intransigencia antijudía ―y anticristiana― de los alhomades continuó en el reino nazarí de Granada, que en el momento de su conquista por los Reyes Católicos en 1492 apenas contaba con un millar de judíos.
Según Joseph Pérez, con la «defensa rigurosa de la legalidad musulmana y su convicción de detentar la verdad» de almorávides y almohades «se acabó con la prosperidad y la vida cultural hebrea en al-Ándalus, que no volvió a reconstituirse».

### El antijudaísmo en los reinos cristianos (siglosXI-XV)

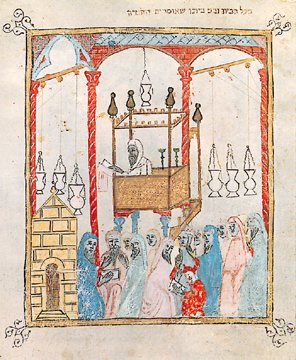
Miniatura de una Hagadá española (Arte sefardí, Barcelona, 1350). Presenta el interior de una sinagoga, con la lectura de la Torá. La imagen se halla reproducida en el catálogo de la exposición "La vida judía en Sefarad" (1991-1992).

Al igual de lo que había sucedido en al-Ándalus antes del siglo XI, los judíos en los Estados cristianos peninsulares fueron «tolerados y sufridos», como se decía en una carta de los Reyes Católicos enviada al concejo de Bilbao en 1490. Como ha señalado Henry Kamen, tanto judíos como musulmanes ―los mudéjares― eran tratados «con desprecio» y las tres comunidades «vivían existencias separadas». Alfonso VI de Castilla, en el Fuero de los mozárabes otorgado en Toledo en 1101, exceptuó del pago de multas por robo y homicidio a los que hubieran cometido «furto ó muerte de judío ó moro».
Los judíos perseguidos por almorávides y almohades «fueron bien acogidos por los príncipes [cristianos] porque procedían de un país ―al-Ándalus― cuya civilización era por aquel entonces muy superior a la de la España cristiana, porque hablaban árabe, porque conocían la organización política, económica y social de los territorios musulmanes y porque dominaban las técnicas comerciales más avanzadas». Por eso, aunque los reinos cristianos peninsulares no fueron en absoluto ajenos al crecimiento del antijudaísmo cada vez más beligerante ―en el código castellano de las Partidas se recordaba que los judíos vivían entre los cristianos «para que su presencia recuerde que descienden de aquellos que crucificaron a Nuestro Señor Jesucristo»―, los reyes siguieron «protegiendo» a los judíos por el importante papel que desempeñaban en sus reinos.
La situación cambió en el siglo XIV, en el que se termina el periodo de «tolerancia» hacia los judíos pasándose a una fase de conflictos crecientes. Según Joseph Pérez, «lo que cambia no son las mentalidades, son las circunstancias. Los buenos tiempos de la España de las tres religiones había coincidido con una fase de expansión territorial, demográfica y económica; judíos y cristianos no competían en el mercado de trabajo: tanto unos como otros contribuían a la prosperidad general y compartían sus beneficios. El antijudaísmo militante de la Iglesia y de los frailes apenas hallaba eco. Los cambios sociales, económicos y políticos del siglo XIV, las guerras y las catástrofes naturales que preceden y siguen a la Peste Negra crean una situación nueva. […] [La gente] se cree víctima de una maldición, castigada por pecados que habría cometido. El clero invita a los fieles a arrepentirse, a cambiar de conducta y regresar a Dios. Es entonces cuando la presencia del «pueblo deicida» entre los cristianos se considera escandalosa».

#### El antijudaísmo doctrinal eclesiástico

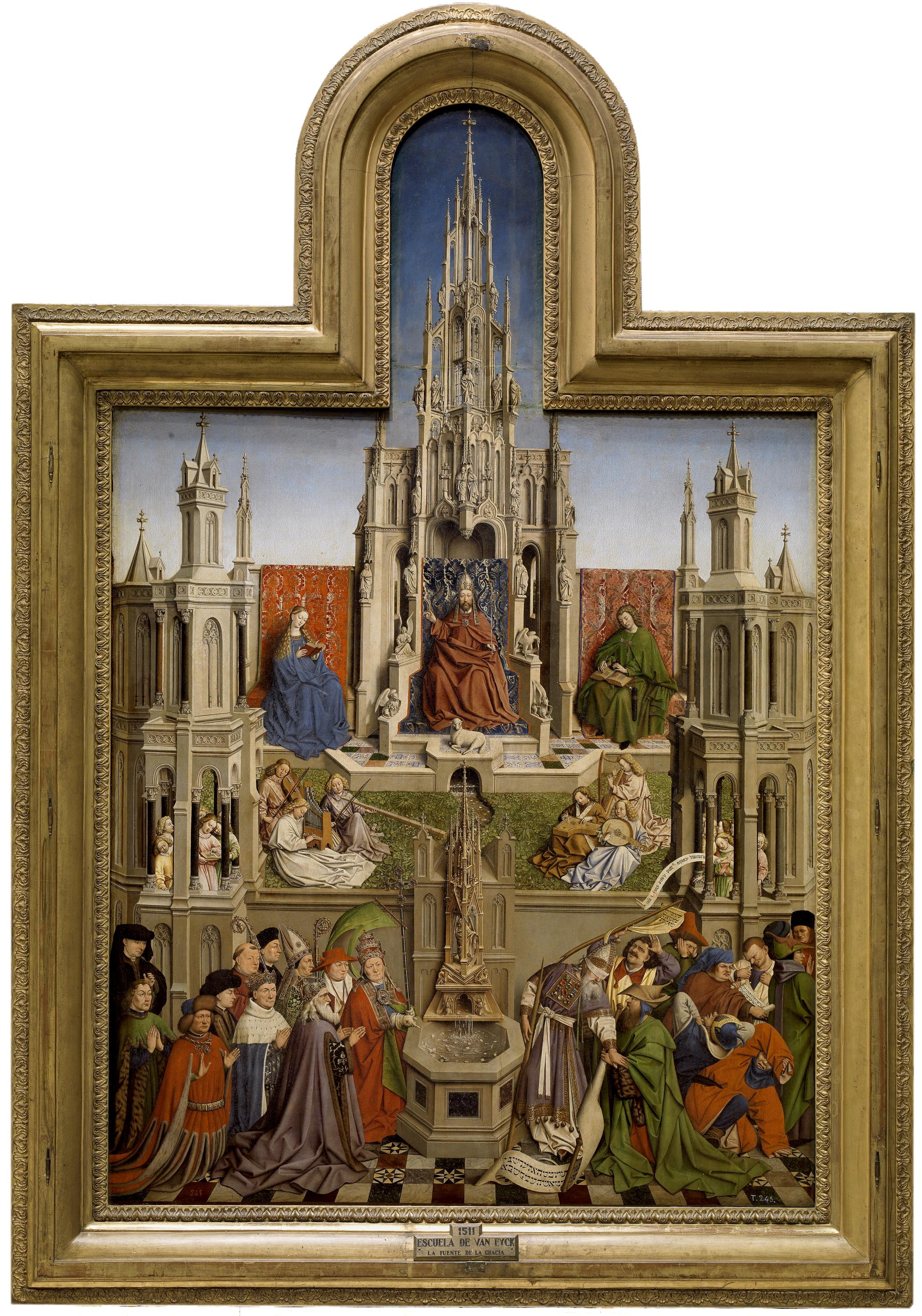
"El triunfo de la Iglesia sobre la Sinagoga", cuadro de pintor anónimo, c. 1430-1455.
En la parte superior Cristo sentado en su trono, acompañado de la Virgen y san Juan, a cuyos pies emana un río de hostias consagradas. En la parte inferior, a la izquierda la Iglesia cristiana, encabezada por el papa; a la derecha, una alegoría antijudía de la Sinagoga, con un grupo de judíos junto a un sumo sacerdote con los ojos vendados, simbolizando ello su no percepción de "la luz del cristianismo".

En el abandono de la relativa benevolencia bajo la que los judíos habían vivido hasta entonces jugaron también un papel importante los cambios que se produjeron en el antijudaísmo doctrinal, y en los que desempeñó un papel fundamental un judío castellano convertido al cristianismo: Moisé Sefardí, que adoptó el nombre de Pedro Alfonso. Alfonso escribió a principios del siglo XII Dialogus contra judeos (Diálogos contra los judíos), donde por primera vez se utilizan los argumentos de la literatura rabínica, que Pedro Alfonso conocía muy bien, para combatir el judaísmo. En la obra Alfonso lanza una acusación de enorme trascendencia: los dirigentes judíos sabían que Jesús era Hijo de Dios y la prueba se encontraba en el Talmud, el libro sagrado de los hebreos. Con ello «demostraba» que los judíos eran verdaderamente culpables de deicidio porque, cuando condenaron a muerte a Jesús, sabían que era Dios. Con esta acusación se cuestionaba la opinión del padre de la Iglesia Agustín de Hipona de que los judíos de Jerusalén actuaron por ignorancia, creencia en la que se había basado la política de «tolerancia» mantenida hasta entonces y cuyo objetivo último era convertir a los judíos en cristianos al mostrarles la Verdad de Jesucristo. Si los judíos ya conocían esa Verdad, entonces no era posible la conversión y, por tanto, ya no tenía sentido la «tolerancia» hacia ellos.
En 1263 tuvo lugar en Barcelona una disputa entre teólogos judíos y cristianos similar a la que había tenido lugar veinte años antes en París. Estuvo presidida por el rey de Aragón y conde de Barcelona Jaime I y participaron en ella el judío convertido y dominico Pablo Cristiano y el rabino de Gerona y gran filósofo Moisés Ben Nahmán, también conocido como Nahmánides. El tema central del debate fue la cuestión del Mesías y el de la Trinidad. Tras la celebración del mismo, Nahmánides fue acusado por los dominicos de blasfemo, por lo que tuvo que emigrar a Palestina para evitar la condena.
A los judíos se les obligaba a asistir a estas disputas «para que presenciaran la derrota de sus rabinos ante los argumentos de los teólogos cristianos y quedaran así convencidos de que estaban engañados».
Asimismo se les forzaba a acudir a los sermones de los frailes dominicos que estaban autorizados a darlos en las propias sinagogas y en los que arremetían contra el judaísmo con el fin de convertir a sus oyentes. Pero estos métodos dieron escasos resultados porque la inmensa mayoría de los judíos siguieron fieles a la Ley Mosaica.
Poco después de la disputa de Barcelona, el dominico catalán Raimundo Martí, que tenía amplios conocimientos de árabe y hebreo, publicó un libro que tendría una gran importancia sobre la forma como abordaron los cristianos la presencia de los judíos junto a ellos. Su título era Pugio fidei adversos Mauros et Judaeos y como estaba lleno de citas sacadas del Talmud y de los midrachim ―interpretaciones y comentarios tradicionales― con su correspondiente traducción al latín, fue profusamente utilizado por todos los autores cristianos que querían mostrar los «errores» del judaísmo.
Según el dominico, tras la destrucción del Templo de Jerusalén un rabino había pactado con el diablo el fin de los cristianos, por lo que los judíos habían dejado de ser el pueblo elegido por Dios para pasar a ser el pueblo elegido por Lucifer. Con esta conclusión se cerraba el ciclo de coexistencia con los judíos. Estos ahora «eran tan sólo servidores de Satán que los empleaba para destruir la fe cristiana».

#### El antijudaísmo popular
La creciente virulencia del antijudaísmo doctrinal alimentó y justificó los estereotipos antijudíos surgidos en los ámbitos populares. Por medio de las predicaciones de las órdenes mendicantes se difundió la imagen del «judío como ser abyecto y miserable, personificación de toda clase de vicios y maldades». Es en este contexto en el que surgen una serie de leyendas y mitos antijudíos que tendrán una larga pervivencia y que justificarán la violencia antijudía.
Nace entonces un estereotipo del judío según el cual los judíos eran sucios, olían mal, eran malvados y cómplices de los criminales, cobardes, avaros, taimados y maestros del engaño.
Este estereotipo iba acompañado de una serie de calumnias religiosas contra los judíos, que el historiador Luis Suárez Fernández clasifica en cuatro grandes grupos: propagar epidemias y enfermedades contagiosas para aniquilar a los cristianos; insultos y blasfemias contra Jesucristo, la Virgen y los principios de la fe cristiana; profanación de hostias consagradas; y crímenes rituales contra niños cristianos.
En las Cantigas de Santa María de Alfonso X el Sabio aparece la leyenda de la profanación de las hostias consagradas: un prestamista judío, tras hacerse con una hostia consagrada, la profanó con fuego, agua hirviendo y con un cuchillo, pero sin conseguir alterar su forma original. Una de las versiones más conocidas fue la ocurrida en Segovia a principios del siglo XV, y que parece que dio lugar al cuadro atribuido inicialmente a Jan van Eyck, titulado El triunfo de la Iglesia sobre la Sinagoga. La leyenda fue recogida por Alonso de Espina en el libelo Fortalitium fidei (de 1460) y en ella se refiere que un sacristán necesitado de dinero acudió a un prestamista judío y este a cambio le pidió que le entregara una hostia consagrada, a lo que el sacristán, asustado, accedió. Un grupo de judíos, entre los que se encontraría Don Meir, médico del rey Enrique III de Castilla, arrojaron la hostia a una caldera hirviendo, pero la hostia se elevó sobre la caldera envuelta en un halo de luz divina y se dirigió volando hasta el convento de Santa Cruz. Los judíos profanadores fueron condenados a muerte y el obispo convirtió la sinagoga de Segovia en un templo católico dedicado al Corpus Cristi.
El dominico catalán Raimundo Martí en su famosa obra antijudía Pugio fidei... atribuía esta conducta a la intervención del diablo que les habría enseñado a los judíos ―sus discípulos predilectos, según Martini― que en la hostia consagrada estaba presente el cuerpo de Cristo.
El primer caso documentado en la península ibérica de crimen ritual de un niño cristiano (o «libelo de sangre») data de 1250 y se produjo en Zaragoza; el niño fue canonizado con el nombre de Santo Dominguito del Val. Una historia similar ocurrió en 1294 asimismo en el reino de Aragón: se contaba que en un pueblo cercano a Zaragoza que unos judíos habían secuestrado a un niño cristiano al que habrían arrancado el corazón y el hígado, pero en este caso se pudo demostrar que se trataba de una calumnia, ya que apareció el niño supuesta víctima del crimen.
En el código castellano de las Partidas se recoge igualmente este libelo de sangre antijudío:

Oyemos decir que en algunos logares los judíos ficieron et facen el día de Viernes Santo remembranza de la pasión... furtando los niños et poniéndolos en la cruz e faciendo imágenes de cera et crucificándolas, quando los niños non pueden haver

En la Corona de Castilla también hubo varios casos de supuestos asesinatos rituales de niños perpetrados por judíos. El más famoso fue el del Santo Niño de La Guardia que tuvo lugar en 1491, un año antes de la expulsión de los judíos.

#### La violencia antijudía

Matanza de judíos en Barcelona en 1391 (Josep Segrelles, c. 1910).

La primera ola de violencia contra los judíos en la península ibérica se produjo en el reino de Navarra como consecuencia de la llegada en 1321 de la cruzada de los pastorcillos desde el otro lado de los Pirineos. Las juderías de Pamplona y de Estella son masacradas. Dos décadas más tarde, el impacto de la Peste Negra de 1348 provoca asaltos a las juderías de varios lugares, especialmente las de Barcelona y otras localidades del Principado de Cataluña. En la Corona de Castilla la violencia antijudía se relaciona estrechamente con la guerra civil del reinado de Pedro I, en la que el bando que apoya a Enrique de Trastámara utiliza como arma de propaganda el antijudaísmoː el pretendiente acusa a su hermanastro, el rey Pedro, de favorecer a los judíos. Así, la primera matanza de judíos, que tuvo lugar en Toledo en 1355, fue ejecutada por los partidarios de Enrique de Trastámara cuando entran en la ciudad. Lo mismo sucede once años más tarde cuando ocupan Bibriesca. En Burgos, los judíos que no pueden pagar el cuantioso tributo que se les impone en 1366 son reducidos a esclavitud y vendidos. En Valladolid la judería es asaltada en 1367 al grito de «¡Viva el rey Enrique!». Aunque no hay víctimas, las sinagogas son incendiadas.

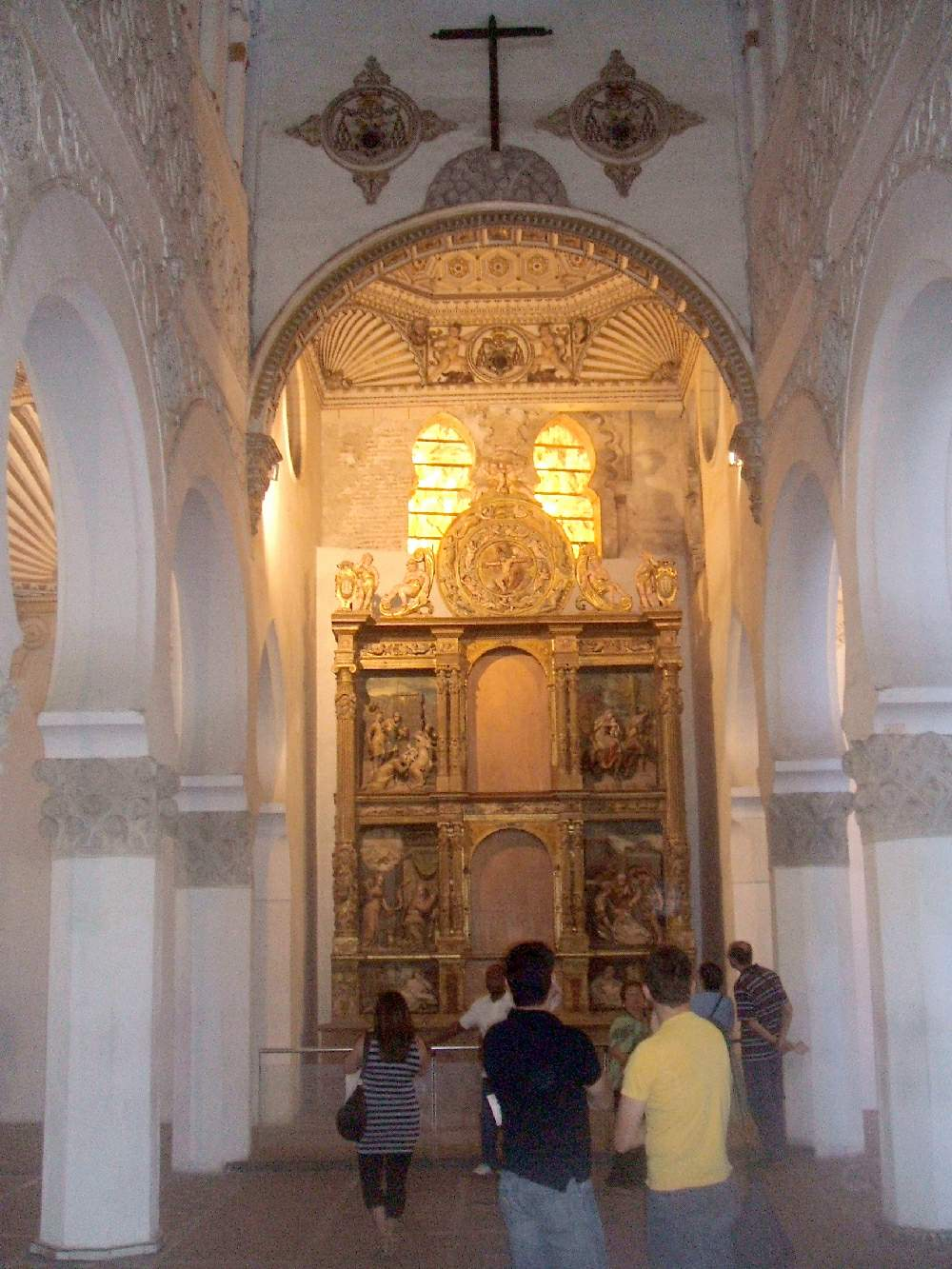
Santa María la Blanca. La Sinagoga Mayor de Toledo, construida en 1180 y habiendo funcionado como tal durante 211 años, fue expropiada y drásticamente transformada en la iglesia de Santa María la Blanca en 1411. Hoy es solamente museo.

Pero la gran catástrofe para los judíos tiene lugar en 1391, cuando las juderías de la Corona de Castilla y de la Corona de Aragón son masacradas. Los asaltos, los incendios, los saqueos y las matanzas se inician en junio en Sevilla, donde Fernando Martínez, arcediano de Écija, aprovechando el vacío de poder que crea la muerte del arzobispo de Sevilla, endurece sus predicaciones en contra de los judíos que había iniciado en 1378 y manda derribar las sinagogas y requisa los libros de oraciones. En enero de 1391, un primer intento de asalto a la judería puede ser evitado por las autoridades municipales, pero en junio cientos de judíos son asesinados, sus casas saqueadas y las sinagogas convertidas en iglesias. Algunos judíos logran escapar; otros, aterrorizados, piden ser bautizados.
Desde Sevilla la violencia antijudía se extiende por Andalucía y luego pasa a Castilla. En agosto alcanza a la Corona de Aragón. En todas partes se reproducen los asesinatos, los saqueos y los incendios. Los judíos que logran salvar la vida es porque huyen ―muchos se refugian en el reino de Navarra, en el reino de Portugal o en el reino de Francia; otros se marchan al norte de África― y sobre todo porque aceptan ser bautizados, bajo la amenaza de muerte. El número de víctimas es difícil de saber. En Barcelona fueron asesinados unos 400 judíos; en Valencia 250; en Lérida 68…
Tras la revuelta de 1391 se recrudecen las medidas antijudías: en Castilla se ordena en 1412 que los judíos se dejen barba y lleven un distintivo rojo cosido a la ropa para poder ser reconocidos; en la Corona de Aragón se declara ilícita la posesión del Talmud y se limita a una el número de sinagogas por aljama. Además las órdenes mendicantes intensifican su campaña de proselitismo, en la que destaca el dominico valenciano Vicente Ferrer, para que los judíos se conviertan y que recibe el apoyo de los monarcas. En la Corona de Aragón se decreta que los judíos asistan obligatoriamente a tres sermones al año. Como consecuencia de las masacres de 1391 y las medidas que le siguieron, hacia 1415 más de la mitad de los judíos de Castilla y de Aragón habían renunciado a la Ley Mosaica y se habían bautizado, entre ellos muchos rabinos y personajes importantes.
Tras las matanzas de 1391 y las predicaciones que las siguieron, hacia 1415 apenas cien mil judíos se mantenían fieles a su religión en las coronas de Castilla y de Aragón. Como ha señalado Joseph Pérez, «el judaísmo español nunca se repondrá de esta catástrofe».
La comunidad hebrea «salió de la crisis no sólo físicamente disminuida, sino moral e intelectualmente destrozada».

## Edad Moderna

### El antijudaísmo hacia los conversos y la creación de la Inquisición

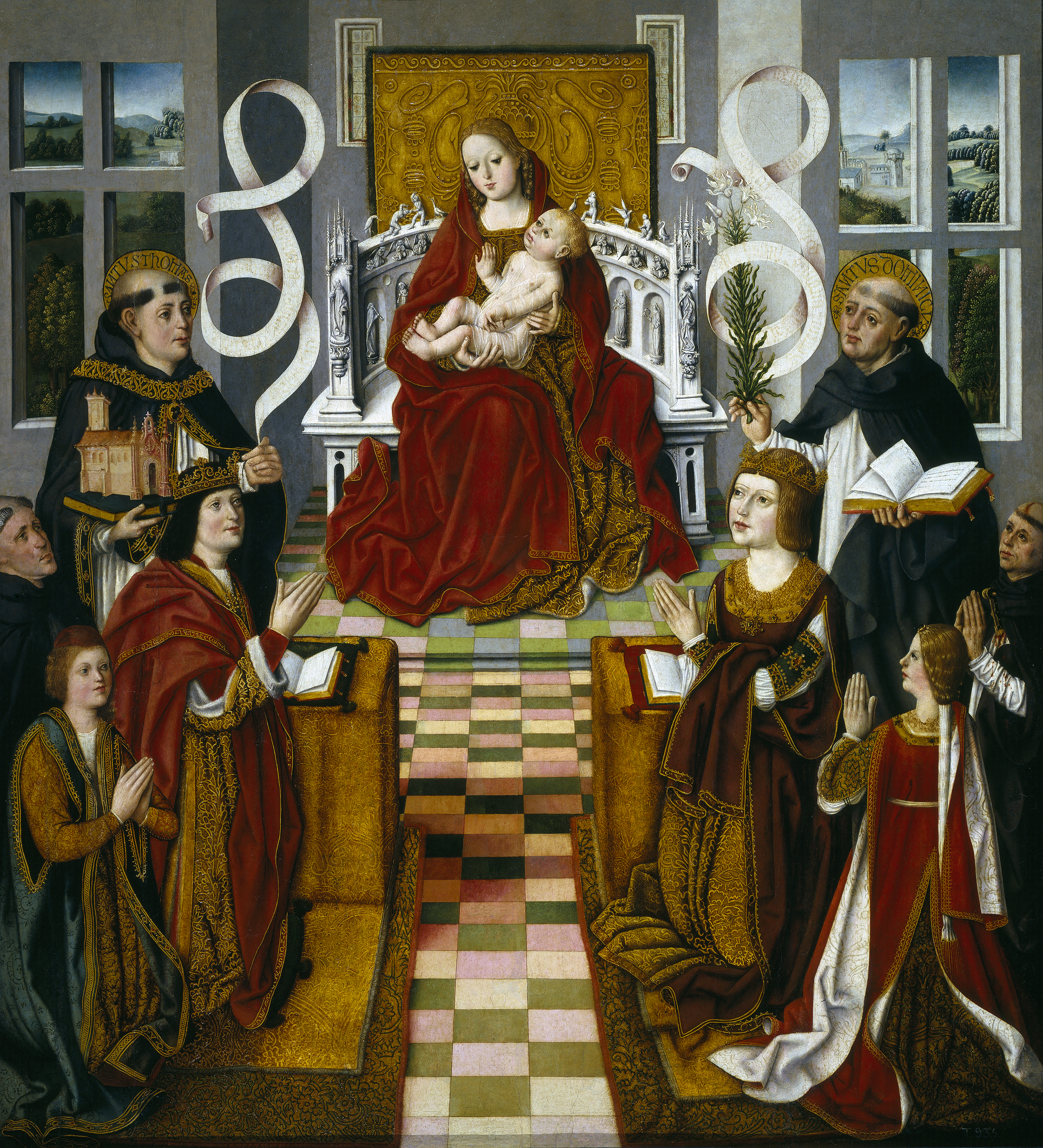
Virgen de los Reyes Católicos, cuadro en el que aparece arrodillado, detrás del rey Fernando el Católico, el inquisidor general Tomás de Torquemada, y arrodillado detrás de la reina el inquisidor de Aragón Pedro de Arbués.

En el siglo XV el antijudaísmo se dirige hacia los judeoconversos, llamados «cristianos nuevos» por los «cristianos viejos» que se consideran a sí mismos como los verdaderos cristianos.
Cuando en Castilla se vivió entre 1449 y 1474 un período de dificultades económicas y de crisis política (especialmente durante la guerra civil del reinado de Enrique IV) estallaron revueltas populares contra los conversos, de las que la primera y más importante fue la que tuvo lugar en 1449 en Toledo, durante la cual se aprobó una sentencia-estatuto que prohibía el acceso a los cargos municipales de «ningún confesso del linaje de los judíos», un antecedente de los estatutos de limpieza de sangre del siglo siguiente.
Para justificar los ataques a los conversos, se afirma que estos son falsos cristianos y que en realidad siguen practicando a escondidas la religión judía.
Sin embargo, los conversos que judaizaban, según Joseph Pérez, eran una minoría aunque relativamente importante. Lo mismo afirma Henry Kamen que señala además que cuando se acusaba a un converso de judaizar, en muchas ocasiones las «pruebas» que se aportaban eran en realidad elementos culturales propios de su ascendencia judía, como considerar el sábado, no el domingo, como el día de descanso, o la falta de conocimiento de la nueva fe, como no saber el credo o comer carne en Cuaresma.
Cuando en 1474 accede al trono Isabel I de Castilla, casada con el heredero de la Corona de Aragón, el futuro Fernando II de Aragón, el criptojudaísmo no se castigaba, «no, por cierto, por tolerancia o indiferencia, sino porque se carecía de instrumentos jurídicos apropiados para caracterizar este tipo de delito».
Por eso cuando deciden afrontar el «problema converso», se dirigen al papa Sixto IV para que les autorice a nombrar inquisidores en sus reinos, lo que el pontífice les concede por la bula Exigit sincerae devotionis del 1 de noviembre de 1478.
«Con la creación del tribunal de la Inquisición dispondrán las autoridades del instrumento y de los medios de investigación adecuados».
Según Joseph Pérez, Fernando e Isabel «estaban convencidos de que la Inquisición obligaría a los conversos a integrarse definitivamente: el día en que todos los nuevos cristianos renunciaran al judaísmo, nada les distinguiría ya de los otros miembros del cuerpo social».

### La expulsión de los judíos en 1492

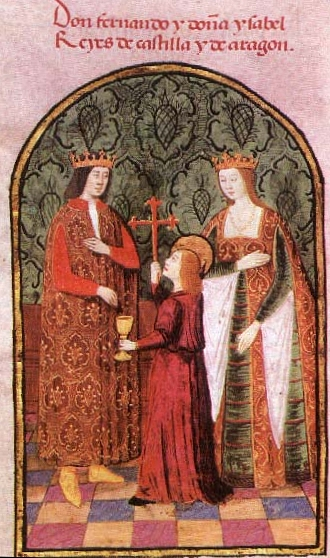
Isabel I de Castilla y Fernando II de Aragón.

En las Cortes de Madrigal de 1476, los Reyes Católicos recordaron que tenía que cumplirse lo dispuesto en el Ordenamiento de 1412 sobre los judíosː prohibición de llevar vestidos de lujo; obligación de llevar una rodela bermeja en el hombro derecho; prohibición de ejercer cargos con autoridad sobre cristianos, de tener criados cristianos, de prestar dinero a interés usurario, etc. Cuatro años después, en las Cortes de Toledo de 1480 decidieron ir mucho más lejos para que se cumplieran estas normas: obligar a los judíos a vivir en barrios separados, de donde no podrían salir salvo de día para realizar sus ocupaciones profesionales. A partir de esa fecha las juderías quedaron convertidas en guetos cercados por muros y los judíos fueron recluidos en ellos para evitar «confusión y daño de nuestra santa fe».
A petición de los inquisidores que comenzaron a actuar en Sevilla a finales de 1480, los reyes tomaron en 1483 otra decisión muy dura: expulsar a los judíos de Andalucía. Los inquisidores habían convencido a los monarcas de que no lograrían acabar con el criptojudaísmo si los conversos seguían manteniendo el contacto con los judíos.

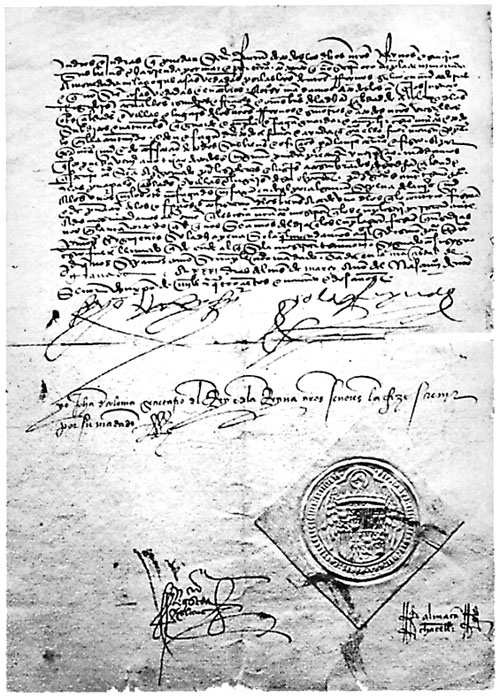
Copia sellada del Edicto de Granada.

El 31 de marzo de 1492, poco después de finalizada la guerra de Granada ―con la que se ponía fin al último reducto musulmán de la península ibérica―, los Reyes Católicos firmaron en Granada el decreto de expulsión de los judíos, aunque este no se haría público hasta finales del mes de abril.
La iniciativa había partido de la Inquisición, cuyo inquisidor general Tomás de Torquemada fue encargado por los reyes de redactar el decreto.
En él se fijaba un plazo de cuatro meses, que acababa el 10 de agosto, para que los judíos abandonaran de forma definitiva la Corona de Aragón y la Corona de Castilla: «acordamos de mandar salir todos los judíos y judías de nuestros reinos y que jamás tornen ni vuelvan a ellos ni alguno de ellos». En el plazo fijado podrían vender sus bienes inmuebles y llevarse el producto de la venta en forma de letras de cambio ―no en moneda acuñada o en oro y plata porque su salida estaba prohibida por la ley― o de mercaderías.
Aunque en el edicto no se hacía referencia a una posible conversión, esta alternativa estaba implícita. Como ha destacado el historiador Luis Suárez Fernández, los judíos disponían de «cuatro meses para tomar la más terrible decisión de su vida: abandonar su fe para integrarse en él [en el reino, en la comunidad política y civil], o salir del territorio a fin de conservarla».
De hecho, durante los cuatro meses de plazo tácito que se dio para la conversión, muchos judíos se bautizaron, especialmente los ricos y los más cultos, y entre ellos la inmensa mayoría de los rabinos.
Los judíos que decidieron no convertirse, tuvieron que malvender sus bienes debido a que contaban con muy poco tiempo y hubieron de aceptar las cantidades a veces ridículas que les ofrecieron en forma de bienes que pudieran llevarse porque la salida de oro y de plata del reino estaba prohibida ―la posibilidad de llevarse letras de cambio no les fue de mucha ayuda porque los banqueros, italianos en su mayoría, les exigieron enormes intereses―
También tuvieron graves dificultades para recuperar el dinero prestado a cristianos.
Además debían hacerse cargo de todos los gastos del viaje ―transporte, manutención, fletes de los barcos, peajes, etc.―.
En el decreto se explica que el motivo de la expulsión ha sido que los judíos servían de ejemplo e incitaban a los conversos a volver a las prácticas de su antigua religión. Al principio del mismo se dice: «Bien es sabido que en nuestros dominios, existen algunos malos cristianos que han judaizado y han cometido apostasía contra la santa fe Católica, siendo causa la mayoría por las relaciones entre judíos y cristianos».
Los historiadores han debatido extensamente sobre si, además de los motivos expuestos por los Reyes Católicos en el decreto, hubo otros.
El número de judíos expulsados sigue siendo objeto de controversia. Las cifras han oscilado entre los 45 000 y los 350 000, aunque las investigaciones más recientes, según Joseph Pérez, las sitúan en torno a los 50 000, teniendo en cuenta los miles de judíos que después de marcharse regresaron a causa del maltrato que sufrieron en algunos lugares de acogida, como en Fez (Marruecos).
Julio Valdeón, citando también las últimas investigaciones, sitúa la cifra entre los 70 000 y los 100 000, de los que entre 50 000 y 80 000 procederían de la Corona de Castilla, aunque en estos números no se contabilizan los retornados.
Como ha destacado Joseph Pérez, «en 1492 termina, pues, la historia del judaísmo español, que sólo llevará en adelante una existencia subterránea, siempre amenazada por el aparato inquisitorial y la suspicacia de una opinión pública que veía en judíos, judaizantes e incluso conversos sinceros a unos enemigos naturales del catolicismo y de la idiosincrasia española, tal como la entendieron e impusieron algunos responsables eclesiásticos e intelectuales, en una actitud que rayaba en el racismo».

### Los estatutos de limpieza de sangre: ¿antijudaísmo o antisemitismo?

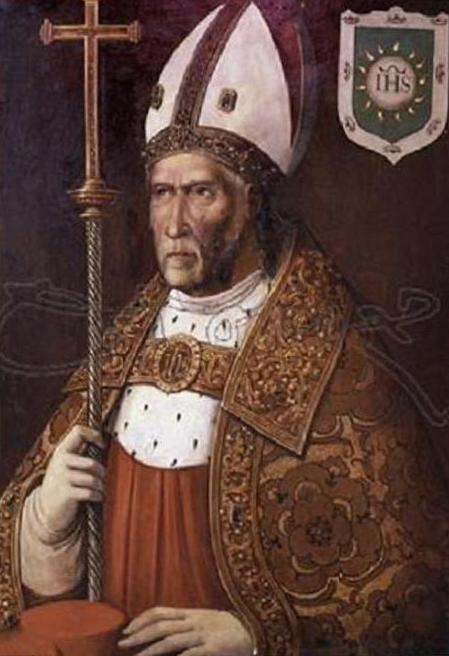
Retrato de Juan Martínez Silíceo, arzobispo de Toledo, por Francisco de Comontes. Nombrado en 1546, Martínez Silíceo, que se sentía muy orgulloso de ser un cristiano viejo, se opuso al nombramiento de un converso —cuyo padre había sido condenado por la Inquisición— para una canonjía vacante de la catedral. Silíceo logró que el papa revocara el nombramiento —en una carta le dijo que si se le admitía convertiría la sede toledana en una «nueva sinagoga»— y a continuación, el 23 de julio de 1547, convocó una reunión del cabildo en la que por 24 votos contra 10 se aprobó un estatuto de limpieza de sangre. Dos meses después el estatuto fue suspendido, debido al rechazo que suscitó entre varios eclesiásticos de la diócesis toledana, pero en 1555 el papa lo aprobó y a continuación el rey Felipe II lo ratificó.

Según el historiador José Manuel Nieto Soria, los estatutos de limpieza de sangre fueron la materialización del racismo de la propaganda anticonversa, que sostenía que «la maldad intrínseca de los conversos» se debía a la sangre judía que corría por sus venas.

La propaganda anticonversa añadía una evidente connotación racista a sus argumentos al rechazar a los conversos por la mancha que suponía  su origen judío, al señalar que afectaría sin remedio a sus hijos, y a los hijos de sus hijos, recordando a los cristianos viejos que habían establecido relaciones familiares con cristianos nuevos que habían introducido en sus familias la ponzoña de la sangre judía.

Según el historiador Schaub, Jean-Frédéric Schaub, los estatutos de limpieza de sangre fueron el mecanismo de discriminación legal en la Monarquía Hispánica (y el Reino de Portugal) hacia la minoría judeoconversa (que junto con los miembros de la minoría morisca constituían los cristianos nuevos). Consistían en exigir al aspirante a ingresar en las instituciones que lo adoptaban el requisito de descender de «cristiano viejo», es decir, de no tener ningún antepasado judío. Esto causó el rechazo de algunos sectores eclesiásticos por el hecho de que presuponían que ni siquiera el bautismo lavaba los pecados de los individuos, algo completamente opuesto a la doctrina cristiana. El primer estatuto de limpieza de sangre fue la "Sentencia-Estatuto" aprobada en 1449 en la ciudad de Toledo. Por medio de los estatutos de limpieza de sangre, que los excluyó de ciertas instituciones y dificultó su ascenso social, los judeoconversos, aunque fueran unos fervorosos cristianos, fueron objeto de una discriminación que Henry Kamen y otros historiadores califican de «racista» porque no se basaba en la religión, sino en la pertenencia al «linaje de los judíos».
Las instituciones que exigían pruebas de sangre eran relativamente pocas, pero los conversos vieron muy limitadas sus posibilidades de ascenso social al no poder acceder a algunas de ellas, sobre todo a los colegios mayores, ya que la exclusión de los mismos significaba tener cerrado el paso a ocupar los altos cargos eclesiásticos y estatales, y a las órdenes militares, porque las encomiendas eran una de las formas de acceder a la nobleza. «El panorama, evidentemente, era negro para los conversos», ha afirmado Henry Kamen.

Los Estatutos de Limpieza de sangre se multiplicaron por toda España de forma arrolladora. Cofradías y gremios comienzan a excluir a los conversos de su seno. Las principales Ordenes religiosas siguen el mismo camino: jerónimos, franciscanos, dominicos, órdenes militares y colegios universitarios. En 1541 se había establecido ya Estatuto en las catedrales de Bajadoz, Sevilla, Jaén, Córdoba, Oviedo, León y Sigüenza. En 1530 se había establecido en la Capilla de Reyes de la catedral de Toledo.

Los que querían acceder a determinados cargos, debían demostrar que entre sus antecesores no había habido nadie condenado por la Inquisición o que fuera judío o musulmán. Se consideraba que la infamia que recaía sobre una persona y sobre un linaje era perpetua, y ni siquiera el bautismo la podía borrar. Esta doctrina ―«básicamente racista», según Kamen― fue fomentada por la Inquisición con su costumbre de colgar en un lugar visible los sambenitos una vez que los condenados habían finalizado el período de castigo «para que siempre haya memoria de la infamia de los herejes y de su descendencia».
Los estatutos de limpieza de sangre se basaban en «la idea de que los fluidos del cuerpo, y sobre todo la sangre, transmitían del padre y la madre a los hijos un cierto número de cualidades morales» y en la de que «los judíos, en tanto que pueblo, eran incapaces de cambiar, a pesar de su conversión». Como dijo fray Prudencio de Sandoval del «santo y prudente» estatuto de limpieza de sangre de la catedral de Toledo de 1555, que sirvió de modelo a todos los posteriores,

¿Quién podrá negar que en los descendientes de los judíos se perpetúa y dura la inclinación al mal de su antigua ingratitud y desconocimiento, como en los negros el accidente inseparable de su negritud? Incluso si se unen mil veces con mujeres blancas, sus hijos nacen con el color castaño de su padre. Así, el judío puede descender por tres lados de gentilhombres o de viejos cristianos, un único mal linaje lo infecta y lo echa a perder, porque por sus acciones, en todos los sentidos, los judíos son dañinos.

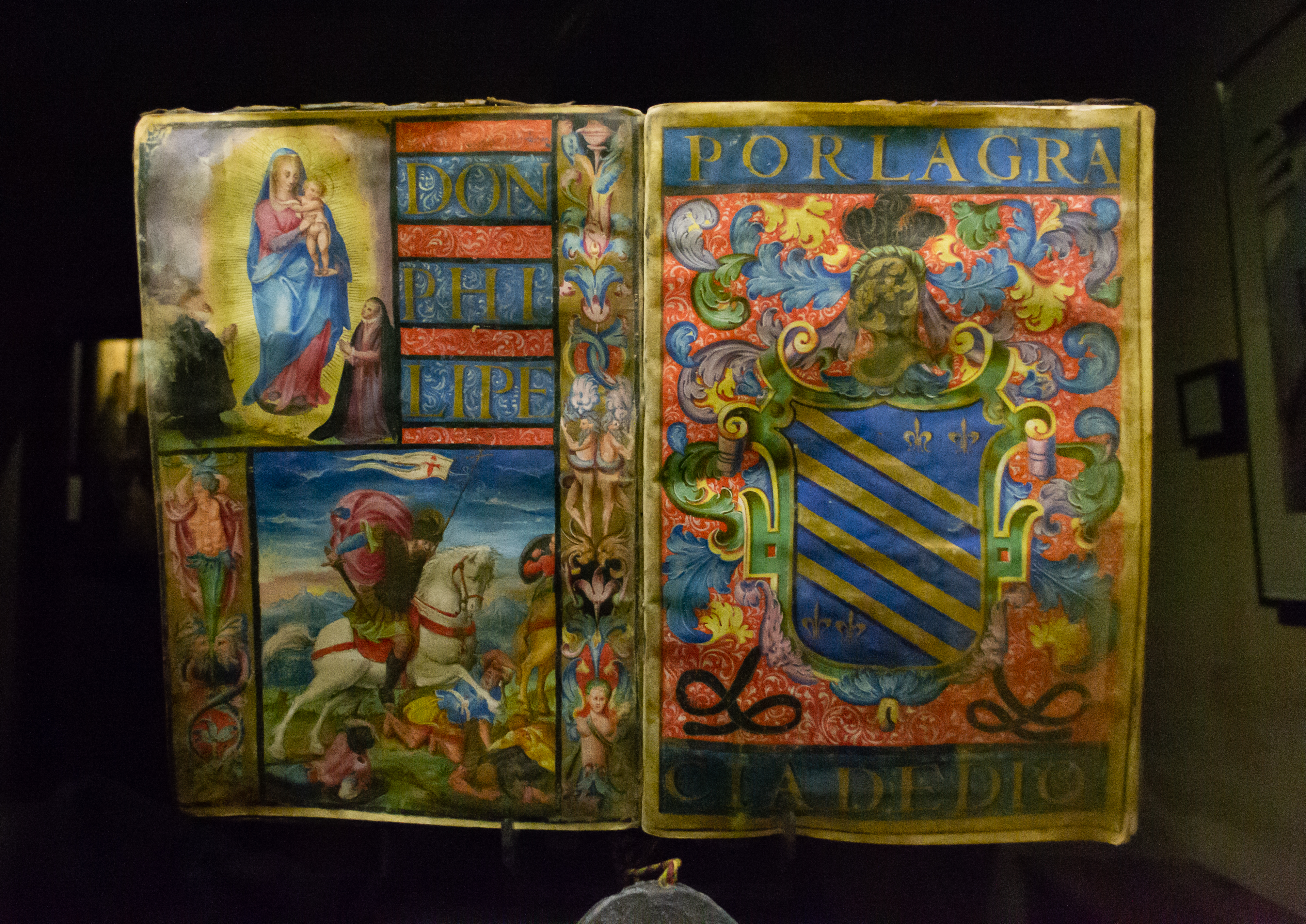
Ejecutoria o Proceso de limpieza de sangre de la familia Crespo López (Granada, Palacio de los Olvidados). Los que pretendían acceder a determinados cargos debían demostrar que entre sus antecesores no había habido nadie condenado por la Inquisición o que era judío o musulmán. Si las pruebas genealógicas que presentaba no eran consideradas suficientes, se nombraba una comisión que visitaba las localidades donde podía obtener información y tomar declaraciones juradas a testigos acerca de los ascendientes del pretendiente. El proceso podía durar años y eran frecuentes los sobornos y el perjurio para demostrar que se era «cristiano viejo».

El historiador francés Jean-Frédéric Schaub ha atribuido los estatutos de limpieza de sangre a la competencia para el acceso a los cargos y a las dignidades que para los cristianos, que pronto se llamarán a sí mismos «cristianos viejos», suponían los «cristianos nuevos», liberados por fin de las numerosas restricciones que como judíos padecían antes de la conversión. Además, «eclesiásticos y magistrados temían el debilitamiento de la ortodoxia católica romana» que podía suponer la entrada en la comunidad cristiana de estos nuevos miembros.
Según Henry Kamen, «fue sin duda la Inquisición la que, a partir de 1480, dio mayor impulso a la propagación de la discriminación [contra los conversos]. El antagonismo social, del que ya muchos españoles eran conscientes, fue aumentando en ese momento con el espectáculo de miles de judaizantes, a los que se había hallado culpables de prácticas heréticas y a los que se había condenado a la hoguera. Parecía como si la religión verdadera debiera ser protegida excluyendo a los conversos de todos los cargos importantes».
La nueva división entre «cristianos viejos» y «cristianos nuevos» (y no-cristianos), que había sustituido a la medieval entre cristianos y no-cristianos, se tradujo en un interés generalizado por la genealogía. «Por todas partes, las familias se dedicaron a establecer su ascendencia para afirmar mejor su posición social. Los viejos cristianos deseaban probar que no estaban mezclados con los convertidos. Los nuevos cristianos, mediante el recurso a la falsificación, intentaban borrar las huellas del pasado de sus ancestros».
Sigue siendo objeto de debate si los estatutos de limpieza de sangre ibéricos son el origen del racismo europeo moderno. Según Jean-Fréderic Schaub «la contribución de los estatutos de pureza de sangre ibéricos a la formación de las categorías raciales se sitúa en el punto de unión entre exclusión personal y estigmatización colectiva». Según Max Sebastián Hering Torres, «por primera vez en la historia europea se utilizan los criterios "raza" y "sangre" como estrategia de marginación. Moralistas como Torrejoncillo no duda en afirmar [en Centinela contra judíos] que el judaísmo se define con base en la "sangre", sin importar que la conversión al cristianismo hubiera tenido lugar hace veintiuna generaciones».
Según Henry Kamen «lo que comenzó como una discriminación social [hacia los judeoconversos], se convirtió más tarde en antagonismo social y en racismo» porque no se basaba en la religión, sino en la pertenencia al «linaje de los judíos». Así los estatutos eran una forma de antisemitismo, en sentido estricto del término ―el que nace en la segunda mitad del siglo XIX― al identificar a los judíos con una «raza» y no con una religión ―el cristiano de origen judío seguía siendo judío aunque se hubiera bautizado―. Juan Aranzadi, citado por Gonzalo Álvarez Chillida, prefiere, en cambio, utilizar la expresión «protorracismo religioso prerracialista» al referirse a los estatutos de limpieza de sangre, «al no estar basado en una concepción científica o pseudocientífica del concepto de raza, inexistente en aquellos siglos, sino en elementos ideológicos y religiosos».
Por el contrario, el hispanista francés Joseph Pérez considera que la discriminación de los «cristianos nuevos» mediante la creación de los estatutos de limpieza de sangre, no «se refería a supuestas características biológicas de los judíos; fue un concepto social y no racial: aludía al linaje, no a la raza; fue una reacción de plebeyos contra hidalgos, una especie de compensación ideológica: uno puede comprar la hidalguía si tiene dineros para ello, pero no puede comprar la limpieza [de sangre] que viene a ser, por lo tanto, una nobleza natural superior a la otra». Joseph Pérez entiende que la palabra «sangre» en el siglo XVI es equivalente a linaje, por lo que la expresión «pureza de sangre» (pureté de sang en Francia) equivaldría a la ausencia de herejía entre los ascendientes de una familia. Tampoco los consideran una forma de «racismo» Julio Caro Baroja o Christiane Stallaert, «recordándonos que las diferencias de linaje [...] no significaban diferencias de caracteres biológicos o somáticos hereditarios».

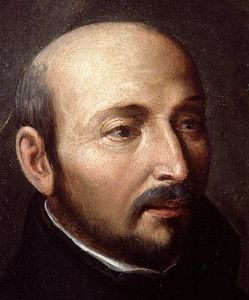
Ignacio de Loyola, fundador de la Compañía de Jesús, se opuso con gran firmeza a los estatutos de limpieza de sangre

Por otro lado, los estatutos de limpieza de sangre fueron criticados. Una de las personas que mostró una oposición más firme fue Ignacio de Loyola, fundador de la Compañía de Jesús, por lo que los jesuitas admitieron a los conversos, y precisamente el sucesor de Ignacio de Loyola como general de la Compañía en 1556 fue un converso, Diego Laínez, lo que suscitó la oposición entre ciertos sectores de la Iglesia.
En 1599 se publicó el alegato más rotundo que se había escrito nunca contra los estatutos y que causó una gran conmoción porque su autor había sido miembro de la Inquisición y además era un prestigioso teólogo dominico de 76 años. Se trataba de Agustín Salucio, quien en su Discurso planteó dos críticas a los estatutos: que ya no tenían vigencia porque ya no había conversos que judaizaran y que habían traído más males que bienes ―«de la paz dicen que no la puede aver estando dividida la república en dos vandos», afirmaba―. Y concluía: «Gran cordura sería assigurar la paz del reyno limitando los estatutos, de manera que de chistianos vejos [sic] y moriscos y confessos, de todos se venga a hazer un cuerpo unido y todos sean christianos viejos y seguros».
Al libro de Salustio le siguieron otros que criticaban los estatutos, algunos de ellos escritos por miembros destacados de la Inquisición. En 1623 una Junta de Reformación formada a instancias del valido de Felipe IV, el Conde-Duque de Olivares, decretó nuevas normas que modificaban la práctica de los estatutos —entre otras se prohibía la difusión de las obras en las que aparecían listados de familias de origen judío, como el Libro Verde de Aragón—, sin embargo, los «consejos, tribunales, colegios mayores y comunidades con estatutos» a los que iba dirigida la reforma parece que la incumplieron.
Los libros donde se recogían los alegatos y las leyendas antijudías continuaron publicándose. Uno de los más famosos fue el Centinela contra judíos impreso en 1674 y cuyo autor era el fraile extremeño Francisco de Torrejoncillo. En el siglo XVIII los ministros ilustrados del reformismo borbónico criticaron los estatutos aunque no los abolieron. El conde de Floridablanca los condenó porque «se castiga la más santa acción del hombre, que es su conversión a nuestra santa fe, con la misma pena que el mayor delito, que es apostatar de ella». La abolición de los estatutos, sin embargo, no se produjo hasta el siglo XIX con la promulgación de la Real orden del 31 de enero de 1835, en el marco de la Revolución liberal española que puso fin al Antiguo Régimen, aunque hasta 1859 se mantuvo para los oficiales del ejército y hubo que esperar a 1865 para que se abolieran las pruebas de limpieza de sangre para los matrimonios y para ciertos cargos civiles y militares.

### Silíceo y Quevedo: el nacimiento del mito de la conspiración judía
Para convencer al cabildo de la catedral de Toledo y al príncipe regente, el futuro Felipe II, que aprobaran y confirmaran, respectivamente, el estatuto de limpieza de sangre que estaba empeñado en establecer en la sede primada, el arzobispo de Toledo, Juan Martínez Silíceo, nombrado en 1546, no dudó en falsificar una pretendida carta de los príncipes de la sinagoga de Constantinopla dirigida a los rabinos de Zaragoza, que habrían pedido su opinión sobre la actitud que deberían tomar ante el decreto de expulsión de los judíos de España en 1492. En la carta se decía a los judíos, especialmente a los ricos, que serían bien recibidos en Constantinopla:

…y a los que esto no pudieredes hazer, baptizaos como el edicto de esse Rey manda, solo para cumplir con el, conservando siempre en vuestro pecho vuestra santa ley. Y pues dezis que os quitan vuestra haziendas, hazed vuestros hijos abogados y mercaderes, y quitarles han ellos a los suyos sus haziendas. Y pues dezis que os quitan las vidas, hazed vuestros hijos médicos y cirujanos, y boticarios, y quitarles han ellos a sus hijos y descendientes las suyas. Y pues dezis, que los dichos christianos os han violado y profanado vuestras ceremonias y synagogas, hazed vuestros hijos clerigos, los quales con facilidad podrán violar sus templos, y profanar sus sacramentos y beneficios

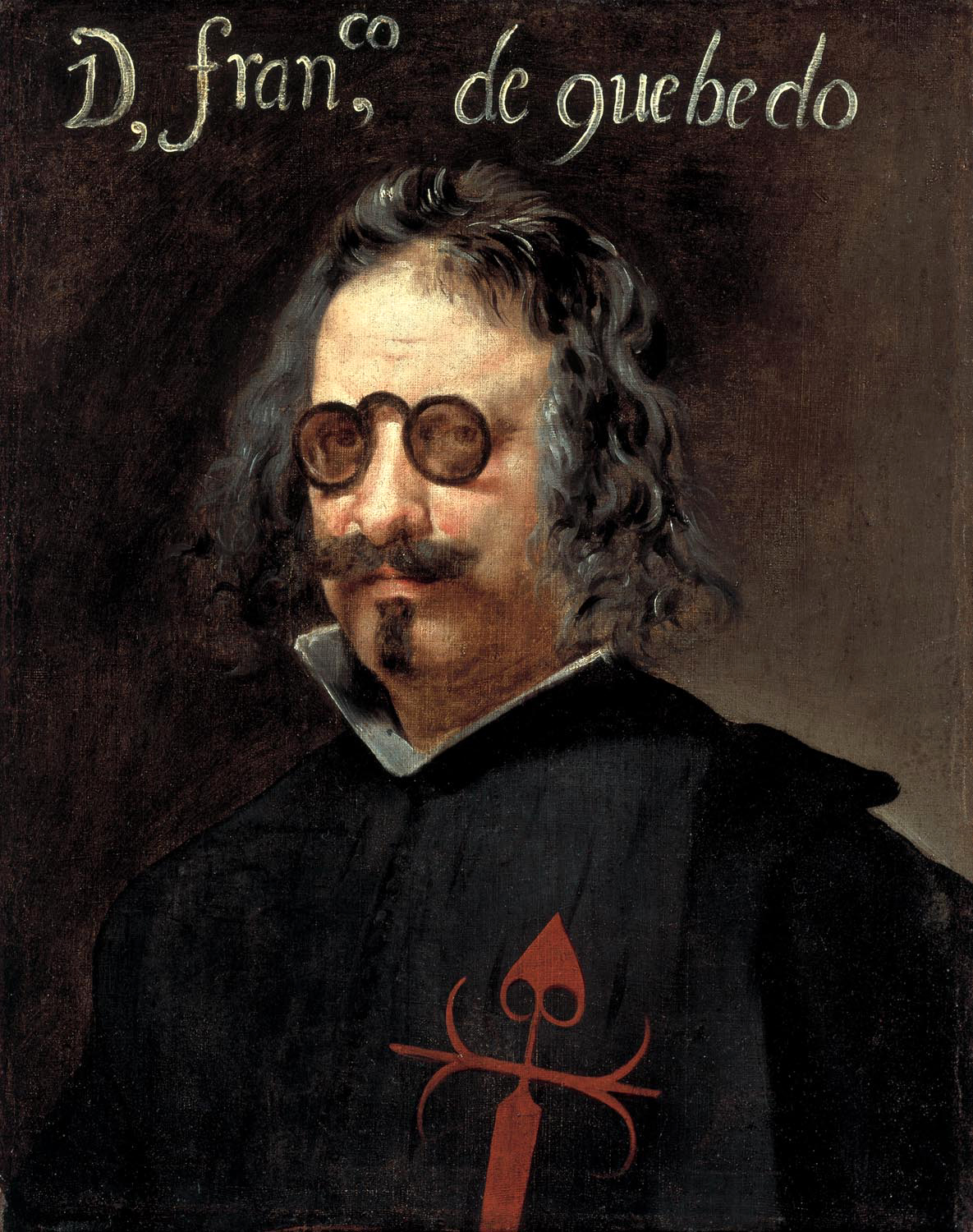
Francisco de Quevedo.

Cien años después Francisco de Quevedo aportaba la «estructura narrativa» al mito de la conspiración judía ―cuya obra más famosa fue Los Protocolos de los Sabios de Sion publicada por primera vez en San Petersburgo en 1905― con La Isla de los Monopantos.
Quevedo «siempre sintió gran repulsión y odio a los judíos», como lo demostró en su panfleto Execración de los judíos en el que pedía la «total expulsión y desolación de los judíos» y denunciaba la actitud «projudía» del Conde-Duque de Olivares, quien lo que pretendía era «la recuperación económica del país con la ayuda de los ricos mercaderes marranos [portugueses], desbancando a los genoveses».
En el libro se puede comprobar el «odio cerval» que tenía Quevedo a judíos y conversos: «Ratones son, Señor, enemigos de la luz, amigos de las tinieblas, inmundos, hidiondos, asquerosos, subterráneos»; «sólo permite Dios que dure esta infernal ralea para que, en su perfidia execrable, tenga vientre donde ser concebido el Antecristo». Como en España ya no hay judíos, para Quevedo los verdaderos enemigos son los conversos: «Una gota de sangre que de los judíos se deriva seduce a motines contra la de Jesucristo toda la de un cuerpo en la demás calificado [...] Siempre empeora la buena sangre con que se junta y por eso la busca. Nunca se mejora con la buena en que se mezcla y por eso no la teme». Y en sus argumentos Quevedo recurre a la Carta de los judíos de Constantinopla, documento del que dice que puede ser falso, pero que su contenido es auténtico: «Yo, Señor, no estoy tan cierto de les diesen este consejo los judíos de Constantinopla a los de España, como de que los judíos de España le han ejecutado».
En La Isla de los Monopantos es donde Quevedo refiere la existencia de un complot judío para manejar los hilos de la política mundial. La historia la incluyó en La fortuna con seso y la hora de todos, una sucesión de relatos satíricos contra el conde-duque de Olivares, que fueron impresos en Zaragoza en 1650 bajo el seudónimo de Nifroscancod Diveque Vagello Duacense ―anagrama de Francisco Gómez de Quevedo y Villegas―, «traducida del latín en español por don Esteban de Pluvianes del Ladrón, natural de la villa de Cuerva Pilona». Al año siguiente salió una nueva edición, esta vez con el verdadero nombre del autor: Quevedo. En la obra se describía una supuesta reunión secreta celebrada en Salónica, entonces una ciudad del Imperio Otomano y donde vivían miles de sefardíes, entre judíos llegados de todas partes de Europa y los Monopantos, es decir, los cristianos que estaban dispuestos a colaborar con ellos para acabar con el mundo cristiano ―entre los que se encontraba Olivares―.
Como ha destacado Joseph Pérez, «la obra se parece mucho a uno de los panfletos antisemitas más famosos del mundo contemporáneo, Los Protocolos de los Sabios de Sion». De hecho, el hispanista neerlandés J. A. Van Praag, citado por Pérez, llegó a la conclusión en 1949 de que el autor de uno de los dos libros que plagió el agente ruso que escribió en París los Protocolos hacia 1900 debía conocer la obra de Quevedo.

De ser cierta esta aseveración ―y parece muy probable que así lo sea―, el más feroz panfleto antisemita de la historia vendría a tener fuentes hispánicas; el esbozo habría nacido en la España del siglo XVII, en el ambiente suscitado por el extraordinario auge de las redes tejidas por los sefardíes expulsados en 1492
Joseph Pérez.

Gonzalo Álvarez Chillida resalta, por su parte, la importancia de la Carta a los judíos de Constantinopla de Silíceo, porque se trata de «una de las primeras falsificaciones antisemitas de la historia europea, precursora de los famosos Protocolos de los Sabios de Sion».

## Edad Contemporánea

### Revolución liberal y reacción absolutista: «antijudaísmo sin judíos» y el mito de la conspiración judeomasónica
Aunque el inglés George Borrow, que viajó por España entre 1834 y 1840 vendiendo biblias protestantes, refiere que se encontró con algún judío clandestino, «la noticia parece sospechosa», según Joseph Pérez, por lo que este historiador afirma rotundamente que en el siglo XIX «ya no quedaban ni judíos ni criptojudíos en España».
Sin embargo, el antijudaísmo seguía existiendo sobre todo en el seno de la Iglesia Católica y de los sectores conservadores, por lo que    se le ha llamado «antijudaísmo sin judíos».
Una prueba de la pervivencia del antijudaísmo fue el rechazo en 1794 a la propuesta del secretario de Hacienda Pedro Valera de repatriar judíos sefardíes para sanear el precario estado de las arcas reales. En 1802 Carlos IV promulgaba una Real Cédula por la que se reiteraba la prohibición de «la entrada de judíos en España sin previo aviso del tribunal del Santo Oficio».

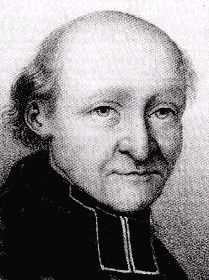
Augustin Barruel, abate francés inventor del mito de la conspiración judeomasónica.

Tras el triunfo de la Revolución Francesa en 1789, al antijudaísmo se unió el odio a la masonería entre los sectores que seguían defendiendo la pervivencia del Antiguo Régimen y que consideraban la revolución como una «catástrofe», y de ahí surgió el mito del complot judeomasónico para explicar lo que acababa de suceder. El primero en formularlo fue el abate jesuita francés Augustin Barruel, quien afirmaba que la revolución había sido el resultado de una conspiración de las logias masónicas, que pretendían acabar con la monarquía y con el cristianismo, detrás de las cuales se encontraban los judíos que eran quienes desde el siglo XVIII controlaban y manejaban la masonería con el objetivo de hacerse con las riquezas del mundo y esclavizar a los cristianos.
Esta literatura antimasónica tuvo una enorme incidencia entre los absolutistas españoles, uno de cuyos precursores había sido precisamente un español, Lorenzo Hervás y Panduro que en 1794 había escrito en Roma Causas de la revolución de Francia.
En España estaba muy arraigada la idea de considerar enemigo de la religión a los que no eran católicos, y todos ellos eran llamados «judíos» aunque fueran protestantes o ateos. Joseph Pérez cita la copla recogida por Julio Caro Baroja que se cantaba a finales del siglo XVIII contra el ilustrado Pablo de Olavide, condenado por la Inquisición, en la que se le motejaba ser al mismo tiempo «luterano», «francmasón», «ateísta», «gentil», «calvinista», «arriano», «maquiavelo»… y «judío».
Los liberales también fueron incluidos en la larga lista de enemigos de la religión católica, por lo que fueron tachados de «judíos», confusión que fue fomentada por la Iglesia Católica y por los defensores de la Monarquía absoluta. Durante los debates de las Cortes de Cádiz, especialmente cuando se discutió la abolición de la Inquisición Española, los diputados absolutistas los identificaron con los judíos o con los judeoconversos o «cristianos nuevos» que judaizaban. Blas de Ostolaza, que había sido capellán de honor de Fernando VII, los señaló como «esa especie de los que siempre intrigaron contra la Inquisición, los cristianos nuevos». Otro diputado absolutista, el Padre Hermida, atacó a los liberales porque querían acabar con los estatutos de limpieza de sangre creando

la confusión entre cristianos nuevos y viejos [...al pretender ocultar] a los manchados con sospechas de raza judayca. [...] No es posible desarraigar del todo las reliquias de un antiguo pueblo, como el judío, que conserva aún la lengua española, y se confunde fácilmente con los españoles [...] los castigos, que cada día nos descubren hebreos delincuentes, bastan para prueba de su existencia.

La respuesta del diputado y clérigo liberal Ruiz Padrón a estas acusaciones fue la siguiente:

Si algún hebreo oculto se descubre entre nosotros y delinquiere, castíguese con las Leyes del Estado, pero no se le cuelgue de la garrucha ni se le aplique el potro ni se le arroje a las hogueras sólo por ser hebreo.

Asimismo los afrancesados, que apoyaban la monarquía de José I Bonaparte, fueron llamados «judíos», y el propio monarca, después de la abolición de la Inquisición, fue tildado de «hereje, pagano y judío».
Cuando Fernando VII restauró el absolutismo en mayo de 1814 tras la vuelta de su cautiverio en Francia, los liberales fueron detenidos e insultados al grito de «flamasones, herejes y judíos».
Ese mismo año se publicó un folleto con el título Único remedio para la conversión de los nuevos herejes españoles en referencia a los liberales ―«para los absolutistas, los liberales eran los judíos del siglo XIX», afirma Pérez―. En 1815 el inquisidor general ―la Inquisición también había sido restaurada después de ser abolida por las Cortes de Cádiz en 1813― declaró que la semilla de la incredulidad se había extendido por España por obra de la «secta inmoral de los judíos». En 1816 un decreto volvía a poner en vigencia la Real Cédula de 1802 en la que se ordenaba que «no se permitiría saltar a tierra ni internarse en los dominios españoles… a ningún hebreo, cualesquiera que fuera su origen y procedencia y el objeto de su venida».
En septiembre de 1823, tras la segunda restauración del absolutismo en España gracias a la intervención de los Cien Mil Hijos de San Luis, apareció un artículo en la Gaceta de Madrid firmado por el portugués Coello Monteiro en el que se «denunciaba» la existencia del pretendido complot judeomasónico y en el que afirmaba con rotundidad: «El masonismo es el judaísmo enmascarado».
Y añadía: «El fin de los masones, así como de los judíos, es el restablecimiento del trono y el altar judaico».
En una canción se señala a los liberales como la «amalgama de todos los enemigos de la ortodoxia católica, incluyendo a los judíos»:

Como los hombres perdidos
por simpatía se aman,
luego, luego se amalgaman
todas sectas y partidos;
y en el liberal unidos
traidores reconciliados
judíos y renegados,
forman sola una opinión.
Bórrese de la memoria
la infernal Constitución
y sólo sirva en la historia
para eterna execración

La segunda abolición de la Constitución de 1812 por Fernando VII provocó el primer pogromo de la historia contemporánea de España, que tiene como escenario Palma de Mallorca, donde las casas de los chuetas son asaltadas el 5 de noviembre de 1823. El sacerdote de origen chueta José Taronji fue testigo de los hechos: «El día anterior había llegado la noticia de la caída de la constitución. La libertad había huido de España. La ciudad de Palma iba a ser entregada al pillaje. La noche del cinco presencié escenas desgarradoras».
Se acusaba a los chuetas de ser «los autores de la Constitución», en medio de vivas a la religión, al rey y a la Inquisición. En 1809 ya se había producido un primer asalto al barrio de los chuetas en Palma, siendo acusados aquella vez de haber provocado la guerra. Hubo heridos, saqueos y destrozos y fueron quemados en la calle muebles y enseres.
Por otro lado, cuando fue ejecutado en 1824 el guerrillero liberal Juan Martín el Empecinado, se oyó el grito: «Muera el pícaro judío».

### El reinado de Isabel II (1833-1868)

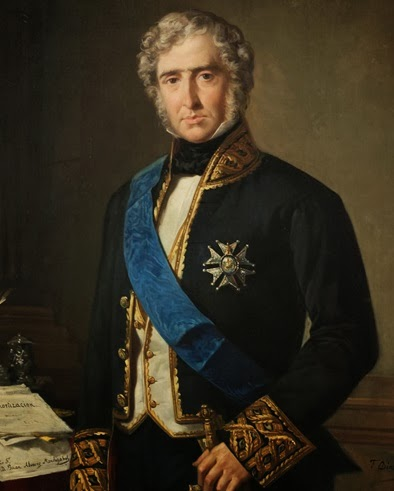
Juan Álvarez Mendizábal, político liberal progresista que fue objeto de ataques antisemitas por su supuesto origen judío.

Uno de los epítetos lanzados por los carlistas contra los liberales, que apoyaban el trono de Isabel II durante la primera guerra carlista (1833-1840), fue el de «judíos e israelitas», junto con el de «masones», «sectarios de la impiedad», «fracción sacrílega, sedienta de sangre». En el Boletín oficial del ejército carlista del Maestrazgo se decía:

La grave nación española [...] dentro de poco verá una mezquita, una sinagoga, una pagoda, y a un rabino burlándose de la religión del crucificado, a un bonzo, a un bracmán introduciendo la secta de Confucio».

En la década de los años 1830, el líder liberal progresista y presidente del gobierno Juan Álvarez Mendizábal, un descendiente de judeoconversos que había cambiado su apellido de Méndez por Mendizábal para ocultar sus orígenes, fue víctima de todo tipo de insultos por parte de los carlistas y los moderados que le llamaron «rabino Juanón» o «rabilargo Juanón», apareciendo en las caricaturas de los periódicos de derechas con un rabo muy largo de rata.
La desamortización de Mendizábal fue considerada también por los sectores contrarios a ella como obra de judíos.
En los boletines carlistas se decía que Mendizábal había desamortizado los bienes del clero para «saciar la codicia de los especuladores hebreos». En 1842 el periódico reaccionario La Posdata decía que Mendizábal, cuando iba a misa, hacía como que rezaba, ya que era un «consabido judaizante» y poseía «instintivo horror... a la Iglesia católica».
Cuando el rabino Ludwig Philippson de Magdeburgo, en nombre de la comunidad judía de Alemania, pidió en 1854 a las Cortes que derogaran el decreto de expulsión de los judíos de España y proclamaran la libertad de cultos, la propuesta fue rechazada, a pesar de que algunos diputados opinaron que España no podía seguir apareciendo «como el pueblo más intolerante de Europa». El futuro historiador Modesto Lafuente, aunque crítico con la Inquisición y con la expulsión de los judíos, la justificó afirmando que en los tiempos de los Reyes Católicos los judíos con la práctica de la usura y el arriendo de impuestos «tenían oprimidos los pueblos cristianos». Además consideraba que la libertad de cultos era prematura porque romper la unidad religiosa en torno al catolicismo provocaría «una gran perturbación social».
La prensa católica y carlista reaccionó con dureza a la petición del rabino Philippson. El carlista La Esperanza hizo un llamamiento a los diputados para que la rechazaran, diciéndoles: «Acordaos ante todo, de que sois españoles, de que el nombre de tales ha sido por muchos siglos sinónimo de católicos», por lo que no se debía permitir la vuelta de «los descendientes de aquellos pérfidos y rebeldes sectarios, que tantos perjuicios causaron a nuestros mayores».
Durante este período se difunden en España las ideas socialistas y junto con ellas el antisemitismo de izquierdas de ciertos pensadores de esa tendencia, como los franceses Charles Fourier o Pierre Joseph Proudhon. El fourierista español Sixto Cámara recoge en un libro publicado en 1849 contra la propiedad las ideas antisemitas de Les Juifs, rois de l'époque en el que su autor, el fourierista francés Toussenel, utiliza el término judío con un sentido peyorativo popular: «Llamo [...] con este nombre despreciable de judío, a todo traficante [...], a todo parásito improductivo que vive de la sustancia y del trabajo de los demás». En ese sentido Cámara aclara que emplea el término «judío» en su acepción vulgar ―equivalente a ‘banquero, usurero en grande, alto manufacturero’― aunque añade que «todos los pueblos que han leído mucho la Biblia, judíos o ginebreses, holandeses, ingleses, americanos, son los pueblos más dados al monopolio y a la usura... aplican su mismo fanatismo religioso al arte de sacrificar al género humano». Esta visión ambivalente del judío también aparece en Fernando Garrido, para quien Rothschild es el «rey de Europa», que ha fabricado «oro con todas las materias orgánicas e inorgánicas del mundo; con los reyes y con los pueblos».

### El Sexenio Democrático y los primeras años de la Restauración (1868-1890)
Tras el triunfo de la Revolución de 1868, que puso fin al reinado de Isabel II, la comunidad judía sefardí de Bayona volvió a pedir, esta vez al presidente del gobierno provisional, el general Serrano, la derogación del decreto de 1492, a lo que Serrano respondió que «en el hecho mismo de haber proclamado la revolución de septiembre la libertad religiosa, se entendía que estaba dicho edicto derogado». La respuesta no satisfizo en absoluto a los judíos que querían una derogación explícita del decreto. Un nuevo intento se produjo tras la restauración borbónica en España de 1875, esta vez protagonizado por los judíos británicos, pero no sólo no fueron escuchados, sino que en la Constitución de 1876 se dio marcha atrás respecto de la Constitución de 1869 y se restableció el catolicismo como religión oficial del Estado ―sólo a los extranjeros se les permitía profesar el culto que quisieran de forma privada―. Una posición que había sido refrendada por el papa Pío IX, que en su encíclica Quanta Cura de 1864 había condenado la libertad de conciencia y la libertad de culto.
Durante la discusión del artículo relativo a la libertad de culto de la Constitución de 1869, el antijudaísmo volvió a ser esgrimido por los diputados integristas católicos y carlistas, como Vicente Manterola ―canónigo en Vitoria―, quien en su defensa del mantenimiento del catolicismo como la única religión permitida dijo condenar las matanzas de judíos en la Edad Media, pero a continuación las justificó, pues «tenían su explicación en la conducta de los judíos», a quienes, según él, el Talmud les ordenaba odiar a los cristianos. Le respondió el republicano Emilio Castelar, quien defendió las aportaciones judías a España y atacó a la Inquisición «que quemó hasta el tuétano de nuestros huesos y hasta la médula de nuestra inteligencia». Y a continuación, dirigiéndose a Manterola, dijo:

¿Cree el Sr. Manterola en el dogma terrible de que los hijos son responsables de las culpas de los padres? ¿Cree el Sr. Manterola que los judíos de hoy son los que mataran a Cristo? Pues yo no lo creo. Yo soy más cristiano que todo eso

Terminó su discurso con la frase «Grande es Dios en el Sinaí... que acababa diciendo que el mensaje de Cristo era «libertad, fraternidad, igualdad para todos los hombres».
Castelar no dejó de denunciar la intolerancia con respecto a los judíos. En su libro Recuerdos de Italia publicado en 1877, contó lo que les acababa de ocurrir a dos chuetas en Mallorca: «¡En este tiempo de tolerancia religiosa de instituciones democráticas hemos visto expulsados del público baile mallorquín a dos ciudadanos por pertenecer a la raza de los chuetas, es decir, por descender de judíos».
Por esas fechas el mito de la conspiración judeomasónica queda definido plenamente gracias al catedrático de Historia de la Iglesia de la Universidad de Madrid, el sacerdote Vicente de la Fuente, que en 1870 escribió una Historia de las sociedades secretas antiguas y modernas en España y especialmente de la francmasonería, en el que el autor cree haber demostrado que la masonería había sido obra de los judíos ―«el calendario, los ritos, los mitos, las denominaciones de varios objetos suyos, todos son tomados precisamente de esta sociedad proscrita: el judaísmo», afirmaba― y a continuación explicaba los principales acontecimientos de la historia reciente española ―desde las Cortes de Cádiz hasta el triunfo de la Revolución de 1868― como el resultado de la conjura entre judíos y masones, considerados además como traidores a la patria, primer paso para ser excluidos de la comunidad nacional y formar parte de la Anti-España.

Por aquellas fechas, determinados sectores de opinión orientados hacia el tradicionalismo y el conservadurismo creen a pies juntillas en la tesis del origen judío de la masonería y de la conjunción destructiva de ambas fuerzas, cuando no la secreta dirección de las logias por los hebreos.
Joseph Pérez

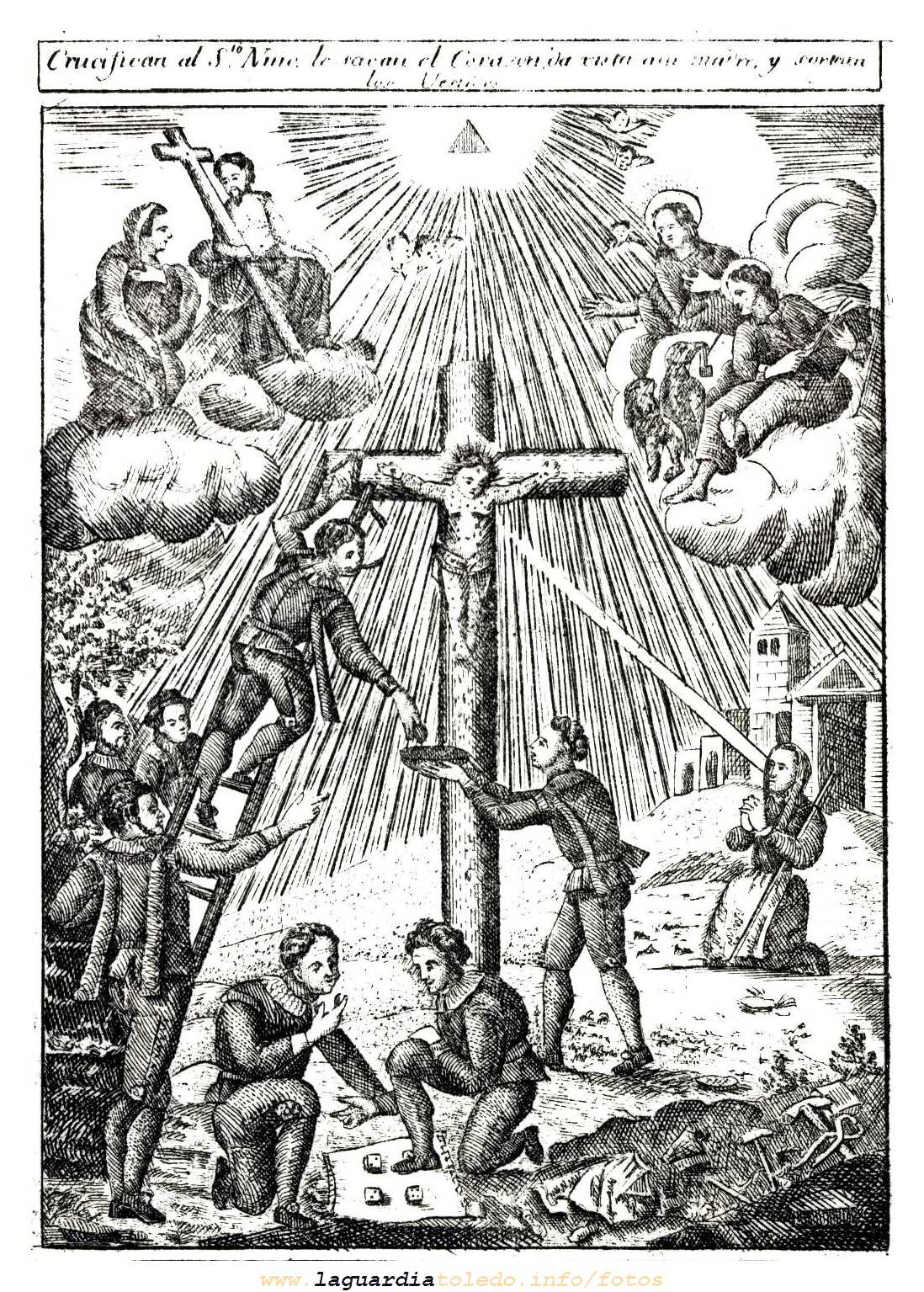
Grabado del que representa el presunto crimen ritual del Santo Niño de La Guardia.

Marcelino Menéndez Pelayo defendía que el catolicismo era consustancial a España por lo que la «estirpe liberalesca» ―como la llamó en un artículo publicado en 1876 con el significativo título de «Mr. Masson redivivo»― era ajena y contraria a la esencia de España; formaba parte de lo que se llamaría más tarde la anti-España.

[Fue el] mejor y más eminente [representante... de] los sectores conservadores y reaccionarios ―tales como carlistas e integristas― o simplemente católicos [que] veían en los judíos, lo mismo que en los protestantes, los masones, los ateos y los liberales, unos enemigos potenciales de la religión y de la sociedad tradicional.
Joseph Pérez

Los prejuicios antijudíos también se dieron, aunque en mucha menor medida, entre los sectores liberales, incluso entre los más filosefardíes. Por ejemplo José Amador de los Ríos, en los dos libros que dedicó a estudiar la presencia judía en el pasado medieval español, publicados en 1848 y 1877, respectivamente, siguió considerando a los judíos como el pueblo deicida y afirmando la realidad de los crímenes rituales cometidos por judíos contra niños cristianos, como el caso del Santo Niño de la Guardia de 1491. Otro ejemplo es Juan Valera, quien en un discurso que pronunció en la Real Academia en 1876 a favor de la tolerancia y la libertad de culto dijo:

los judíos son inteligentes, y poco trabajadores, menos… que nosotros […] acaparan y atraen a sí la riqueza, pero no la crean. Son grandes músicos, poetas, filósofos y banqueros, pero no fabricantes y agricultores.

Cuando se discutió el artículo 11 de la nueva Constitución de 1876 relativo a la cuestión religiosa, el antijudaísmo volvió a ser utilizado por los sectores integristas católicos y carlistas a los que les pareció demasiado «liberal» la redacción final que se aprobó, a pesar de que se volvió a reconocer la confesionalidad del Estado. El diario El Siglo Futuro fue su principal portavoz. J. M. Ortí y Lara recopiló los artículos que escribió para el diario en forma de libro con el título La Inquisición, en el que hacía un panegírico del Santo Oficio y se oponía a la tolerancia hacia otras religiones con el siguiente argumento: «La Religión (católica) no es ni puede ser verdaderamente libre donde gozan de libertad sus enemigos». Casi al mismo tiempo Francisco Javier García Rodrigo publicaba una nueva apología del Santo Oficio con el título Historia verdadera de la Inquisición, una obra mucho más antijudía que la de Ortí y Lara que apenas había aludido a los judíos.
Durante el debate constitucional estalló una polémica a causa de la denuncia vehemente hecha en un artículo por el sacerdote chueta José Taronji de que se le había prohibido predicar en la iglesia de San Miguel de Palma, después de haber sido autorizado inicialmente. La contestación del rector del seminario y la réplica de Taronji, junto con el primer artículo, fueron recopiladas por este en un libro titulado Algo sobre el estado religioso y social de la isla de Mallorca, que tuvo una gran repercusión. La mayor parte de los artículos publicados fueron favorables a Taronji, señalando que había sido víctima de una discriminación por su origen chueta.
Tras la vuelta a la confesionalidad del Estado y el apoyo que dio el nuevo régimen restauracionista a la Iglesia Católica, el antisemitismo de izquierdas se suele mezclar con el anticlericalismo, y el complot judío se relaciona con el complot jesuítico. Dos años después de aprobada la Constitución de 1876, el dramaturgo republicano Santiago Arambiliet publicaba un folleto en el que acusaba al catolicismo de ser «el más poderoso partidario del judaísmo». El Motín, el periódico más radicalmente anticlerical de la época, también denunció la conjunción entre judíos y católicos, como cuando publicó la siguiente copla: «de Jehová y Jesús con menos precio/ los hijos de Israel y de Loyola / proceden hoy de acuerdo. / Y ante el becerro de oro se prosternan /.../ el judío Rotschild, y el de Comillas/ católico perfecto». El liberal Vicente de la Cruz, que en 1890 publica El jesuita y El Cuarto Estado, y el republicano federal Ubaldo Romero Quiñones, que en 1894 publica Lobumano, también siguen esta línea de unir antisemitismo y anticlericalismo. Pero el que mejor lo reflejó tal vez fuera el republicano valenciano Vicente Blasco Ibáñez, que escribió para El Motín, como Romero Quiñones. El populismo de Blasco le llevó a descubrir «en el doble rostro del jesuita y el judío» el «enemigo siniestro y conspirador» culpable de los problemas de las clases desfavorecidas. En un artículo publicado en su diario El Pueblo escribió: «paralelo al bandidaje hebreo marcha otro ejército a la conquista del mundo; el judaísmo negro [...] la sotana de Loyola»; «los jesuitas y los judíos son los vampiros más sanguinarios que se conocen».
En 1881, la decisión del gobierno de Práxedes Mateo Sagasta de acoger en España a 51 familias judías que huían de los pogromos que se habían desatado en el Imperio Ruso, fue aplaudida por los diarios liberales por ser un «el testimonio más fehaciente de ser una España libre de la vergonzosa capa de intransigencia secular», como afirmó El Liberal, y duramente criticada por los periódicos conservadores, integristas católicos y carlistas, convirtiendo así la «cuestión judía» por primera vez en el siglo XIX en el tema central de la prensa diaria. El carlista El Siglo Futuro habló de las «malas mañas de la nación judaica» en un artículo titulado significativamente Los judíos y Liberales (22 de junio de 1881).
El católico La Cruz, que se distribuía en las parroquias, afirmaba: «Por el camino que llevan las cosas, los israelitas de aquí a ochenta o cien años poseerán todas las riquezas de Europa, y si para entonces no hay un Papa que defienda la propiedad, indudablemente seremos despojados y sacrificados». Además publicó una anónima «Carta de un alemán amigo de la nación española. Españoles, no acojáis a los judíos» en la que aconsejaba a los españoles liberarse de esa «plaga».
El integrista católico catalán Félix Sardá y Salvany, que se haría famoso con el libro El liberalismo es pecado, escribió una serie de nueve artículos titulada «La judiada». El franciscano Ángel Tineo y Heredia publicó un librito titulado Los judíos en España en el que los llama «la víbora que quiere envenenarnos».
En 1884 el papa León XIII hace pública la encíclica Humanum genus en la que condena la masonería y pide a los católicos que inicien una cruzada contra ella. En España protagonizaron la campaña antimasónica integristas católicos y carlistas ―en Cataluña se sumaron a la misma catalanistas católicos conservadores, como Torras i Bages, y la prensa de esas tendencias. También participó activamente el episcopado español que llegó a pedir al gobierno la ilegalización de la masonería. Un año después de la celebración en 1896 del Congreso antimasónico de Trento, en el que el pretendiente carlista Carlos VII fue recibido con todos los honores, se fundó la Unión Antimasónica Española, adherida a la Universal con sede en Roma. Se llegaron a publicar revistas en las que se desvelaban nombres de masones más o menos importantes.
En esta cruzada antimasónica aparecen con frecuencia citas de carácter antisemita e incluso la afirmación de que la masonería era obra de los judíos y estaba controlada por ellos. Hoy son una misma cosa el judaísmo y la masonería, dijo el líder integrista católico Ramón Nocedal.

### El cambio de siglo: el antisemitismo contemporáneo en España

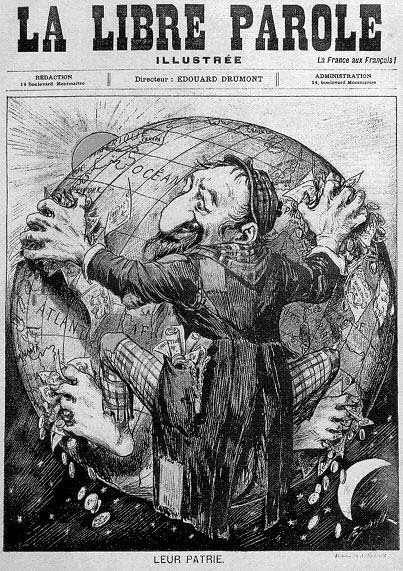
Portada de 1893 del periódico antisemita francés La Libre Parole, fundado por Édouard Drumont, en donde aparece una caricatura sobre «la ambición judía» de dominar el mundo («Su patria», se lee al pie), y en la que el judío está representado con garras y en términos de estereotipo, con unos rasgos «raciales» que pseudocientíficamente lo «identifican»; ejemplo: la enorme nariz aguileña.

El antisemitismo contemporáneo ―o moderno― nace en 1873 cuando el periodista alemán Wilhelm Marr ataca a los judíos no por ser un grupo religioso, sino por ser una «raza inferior» que intenta imponer su voluntad a la «raza superior», la raza aria, y además condena el mestizaje racial como la peor de las amenazas para la sociedad. Como argumentos para este nuevo antijudaísmo racista o antisemitismo en sentido estricto, Marr y el resto de nuevos antisemitas, entre los que destaca el francés Édouard Drumont, recurre a los tópicos forjados por el antijudaísmo religioso a lo largo de los siglos, singularmente a la definición de los judíos como un pueblo maldito y traidor a la patria en la que vive, así como el del pueblo explotador de los pobres gracias su control del dinero. Este nuevo antisemitismo se difunde por toda Europa con motivo del affaire Dreyfus que conmociona a la sociedad francesa en las décadas del cambio de siglo. Asimismo, en esta época se hace de uso corriente la palabra rusa «pogromo» en referencia a las matanzas de judíos que tienen lugar en los Balcanes y en el Imperio ruso. En ese contexto es en el que se publica en 1905 en San Petersburgo el libelo antisemita más famoso y difundido de la historia: los Protocolos de los Sabios de Sion.
Según Joseph Pérez, el antisemitismo contemporáneo de carácter racista «hizo poca mella» en España, debido a que «en España, desde 1492, los judíos habían desaparecido, de modo que no era fácil que prosperara el antisemitismo; a lo sumo, lo que se mantenía era el antijudaísmo tradicional renovado», como sería el caso del escritor Pío Baroja.
Sin embargo, este punto de vista no es compartido por otros historiadores, como Gonzalo Álvarez Chillida, quien señala que el libro antisemita más importante, La France juive, essai d'histoire contemporaine del francés Edouard Drumont, fue conocido en España el mismo año de su publicación, 1886, por medio de un resumen del mismo publicado por el diario católico La Cruz y que fue traducido sólo tres años después de ser publicado en Francia. En 1887 también se tradujo Judaísmo y francmasonería del jesuita Heurelmans.
Más importante aún fue que en seguida le salió un emulador: en 1891 el integrista católico catalán Pelegrín Casabó y Pagés publicaba La España judía, que intentaba adaptar las tesis de Drumont a la realidad española. En él se podían leer frases muy del estilo de Drumont, como la de que «los judíos, que forman un Estado dentro del Estado, se encamina(n) directamente a reducir a los cristianos a la triste esclavitud», y alusiones a los judíos como «pueblo lepra», «lepra judaica», «gente pestilencial», «yedra que ahoga el árbol», «sanguijuela», raza difusora del «virus maléfico» y de «infernal codicia» y «satánico error [...] contra todas las sociedades existentes», para terminar equiparándolos a los monos y haciendo un llamamiento para «exterminar» a la «raza judaica» y repartirse «sus montañas de oro». Al año siguiente (1892), Mariano Tirado y Rojas publicó La masonería en España, libro en el que el autor asegura que los masones adoran a Satanás y su fin es imponer la tiranía judía sobre el mundo. En 1895 publicó Las tras-logias, obra en la que afirma que los judíos pretenden dominar el mundo a través de la masonería para hacer de la humanidad «un pueblo de esclavos». En 1896 una editorial carlista catalana edita La Europa judía, cuyo autor se oculta bajo el seudónimo de Tanyeman y cuya finalidad es completar las obras de Drumont y Casabó. A pesar de todo, Álvarez Chillida reconoce que este nuevo antisemitismo 

[No fue] compartido por la mayoría de la sociedad, ni siquiera en amplios sectores de las clases conservadoras... Esto solo ocurrió tras la caída de la monarquía en 1931, que abre la edad dorada del mito [de la conspiración judeomasónica] en España.
Gonzalo Álvarez Chillida

Por otro lado, Pérez señala que alguna influencia del antisemitismo racista se puede notar en la obra de Sabino Arana, El partido carlista y los fueros vasko-nabarros (1897), en la que escribe:

Tanto se había extendido la secta [judía] en España, que estuvo a punto de hacerse totalmente judía dicha nación latina, y que si el pueblo español dio muchas veces contra las aljamas, fue simplemente por espíritu de bandidaje, y no por el religioso: las razas árabe y hebrea habíanse ya entrelazado con la española e inoculándola el virus anticristiano.

Isidro González, por su parte, afirma que el caso Dreyfus, especialmente el segundo proceso celebrado en París en 1899, 

desencadenó un impacto importante e hizo de efecto catalizador de nuestro propio problema judío, así como de otros problemas aledaños, habida cuenta de que el país se encontraba sumido bajo los efectos del Desastre del 98.
Isidro González

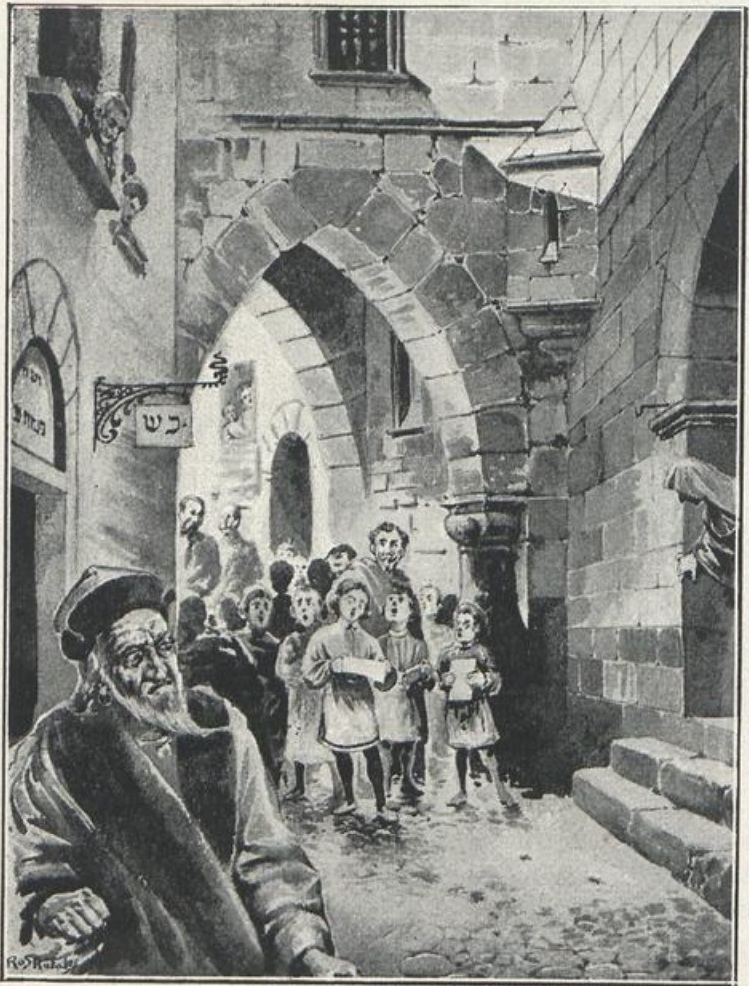
Ilustración publicada en 1906 en La Hormiga de Oro del popular libelo de sangre ambientado en la Zaragoza medieval de Dominguito del Val, firmada por Ramiro Ros Rafáles. Representa a Dominguito enervando a los judíos entonando canciones a la Virgen María en la judería de Zaragoza.

Todos los periódicos ofrecieron una amplia cobertura del caso, reproduciéndose las posiciones mantenidas en 1881 con motivo de la llegada de los judíos rusos refugiados. Los periódicos integristas católicos y carlistas fueron los que mantuvieron una postura más beligerante antidreyfusard que se fusionó con la campaña antimasónica que venían desarrollando desde la década anterior. El Siglo Futuro decía el 12 de agosto de 1899: «El remedio contra el cáncer hebreo que padece Francia tiene que ser largo. No hay más que un antídoto. La fe cristiana, ni más que un preservativo seguro: el aislamiento. ¡Benditos los españoles del siglo XVI que lo establecieron con todo rigor!». El Diario de Avisos de Zaragoza recuperó la historia de Santo Dominguito del Val y acusó a los judíos de tener «una satánica habilidad que les hacía cometer los más denigrantes crímenes movidos por la desenfrenada avaricia y la ruindad de corazón».
En La Lectura dominical se decía que Europa estaba «atada de pies y manos a la sinagoga judía, para entregar a los pueblos atados de pies y manos a Satanás». En un artículo de la revista de los jesuitas El Mensajero del Sagrado Corazón de Jesús, tras considerar a los judíos como «la peste, peor que el cólera», se afirmaba: «Por algo nuestros reyes... pusieron su empeño en arrojar de España semejante plaga; por algo Rusia los hace abandonar su suelo; por algo Francia empieza a abrir los ojos».
Varias pastorales de los obispos españoles también recogieron las ideas antisemitas. El de Tarragona, Costa y Fornaguera, justificó el antisemitismo en 1897 con estas palabras: «En nuestros días... los pueblos claman contra la perfidia judaica, atribuyendo a sus usuras la ruina de la riqueza pública y a sus manejos los trastornos políticos y sociales». Lo mismo hicieron los líderes políticos integristas católicos y carlistas. Destacó el ideólogo carlista Juan Vázquez de Mella, quien en un discurso en las Cortes para oponerse a un empréstito de la banca Rothschild, porque era judía, utilizó la idea extraída del libelo antisemita El discurso del rabino de que los judíos querían «dominar el mundo entero». «La sangre judaica es hoy rechazada por todas las naciones cristianas como un virus ponzoñoso», afirmó.
Por el contrario, los republicanos y los socialistas, tanto en Francia como en España, se situaron en el campo dreyfusard, sobre todo después de que se publicara en enero de 1898 el célebre artículo J'accuse de Emile Zola. A lo largo de 1898 y 1899, toda la prensa liberal y republicana se puso del lado del capitán Dreyfus y aparecieron artículos denunciando el antisemitismo de los católicos y de los seguidores de Drumont. Esto supuso el fin del antisemitismo de izquierdas en España ―y en Europa―. Hasta Blasco Ibáñez rectificó y en 1909 publicó una novela titulada Los muertos mandan en la que denunciaba la discriminación que todavía sufrían los chuetas mallorquines.

### El reinado de Alfonso XIII (1902-1931): filosefardismo y antisemitismo
En las dos primeras décadas del siglo XX, el doctor Ángel Pulido Fernández, que había sido nombrado senador, desarrolló una intensa campaña a favor del acercamiento a los sefardíes a España, que tuvo una gran repercusión, y en la que hizo grandes elogios sobre los judíos y atacó los prejuicios anitisemitas que según él desaparecerían cuando la gente tratara con judíos de carne y hueso, como él había hecho durante el viaje que realizó en 1883 por la Europa Central y Oriental en el que tomó contacto con las comunidades sefardíes que vivían allí desde prácticamente la expulsión de los judíos de España en 1492. Una de las consecuencias de la campaña fue la constitución de las comunidades judías de Sevilla (1913), Barcelona (1918) y Madrid (1920), en esta última a la inauguración de la sinagoga instalada en un piso de la calle del Príncipe asistieron las autoridades municipales. Sin embargo, Pulido no estaba completamente libre de antijudaísmo cuando afirmó que los sefardíes eran superiores a los judíos askenazíes a los que consideraba que «están hoy en su mayor parte degenerados y mezquinos». Esta diferenciación fue esencial «porque desde entonces se distinguirá en España entre los sefardíes y los demás judíos, llegándose a dar incluso la figura del filosefardí antisemita».
La campaña de Pulido encontró una abierta oposición entre los sectores católicos y carlistas, a pesar de que el antisemitismo en España, como en toda Europa, tras el affaire Dreyfus estaba en retroceso. Entre 1904 y 1905 el agustino Florencio Alonso publica en el periódico La Ciudad de Dios una serie de artículos titulada «La dominación judía y el antisemitismo» en los que justifica los movimientos antisemitas europeos, sean o no cristianos, y en los que en ocasiones aparecen ideas plenamente racistas, pues compara a los judíos con «los microorganismos» que actúan en un cuerpo sano y afirma que tienen en su carácter «algo que es innato, permanente». En 1906 Joaquín Girón y Arcas, catedrático de la Universidad Pontificia de Salamanca, publica un tratado antisemita ―según Girón, los judíos son «lepra inmunda»― para responder a las tesis de Pulido, al que califica de anticatólico encubierto, al defender posiciones sobre los judíos condenadas por la Iglesia católica. El libro recibió el apoyo de tres catedráticos de la Universidad de Salamanca, entre ellos el carlista Enrique Gil Robles, mediante una carta pública en la que afirmaban que en 1492 se extirpó un «cáncer» que no debe retornar. La oposición más radical provino de El Siglo Futuro, sobre todo cuando Pulido trajo a España en 1913 al profesor de la Universidad de Jerusalén Abraham Yahuda para que diera una serie de conferencias y en 1915 se le concedió la cátedra de Literatura hebrea y rabínica de la Universidad de Madrid, gracias al apoyo del rey Alfonso XIII. En 1918 el franciscano afín al carlismo Africano Fernández (Ramón Fernández Lestón) publicó España en África y el peligro judío, en el que calificaba de masónica la política de acercamiento a los sefardíes. Dos años antes Peiró Menéndez había publicado Arte de reconocer a nuestros judíos, libro en el que «denunciaba» que los judíos que se habían quedado en España después de 1492 controlaban el poder político, el económico y el cultural y que podían ser desenmascarados porque tenían determinados rasgos de carácter ―«El hebreo en nuestra Patria… es toda persona que hace judiadas y siente y piensa al revés que en buen cristiano»― y físicos fácilmente reconocibles, que el autor explica en su libro apoyándose en dibujos de rostros, caras, narices, etc.
La principal organización que se opuso a la campaña prosefardí de Pulido y que defendió el antisemitismo de forma más radical fue la Liga Nacional Antimasónica y Antisemita fundada en 1912 por el integrista sevillano José Ignacio de Urbina, a la que dieron su apoyo veintidós obispos católicos mediante cartas publicadas en el órgano periodístico de la Liga, la revista El Previsor dirigida por el propio Urbina. El obispo de Almería decía en la suya: «parece que todo está preparado para la batalla decisiva que ha de librarse entre los hijos de la luz y los hijos de las tinieblas, entre el catolicismo y el judaísmo, entre Cristo y Belial».
Entre mayo de 1912 y febrero de 1918 la revista publicó muchos artículos dirigidos expresamente contra las campañas de Pulido y contra la concesión de la cátedra a Yahuda, en los que vuelven aparecer los tópicos alegatos antisemitas, como los crímenes rituales contra los niños cristianos, y el complot judeomasónico que quería destruir el catolicismo, muchos de ellos dentro de la sección «Nuestro enemigo» que escribía Teodosio, probable seudónimo de Urbina. En la revista se pide además que la gente sólo contrate o compre a empresas católicas, libres de influencia masónica o judía. Uno de los eslóganes dice: «No os fiéis del comerciante o industrial que niegue su adhesión a la liga antimasónica y antisemita». En la revista también se condenó la Declaración Balfour y el sionismo.
Tras la Revolución de Octubre de 1917 en Rusia y los conatos revolucionarios que se produjeron en algunos países europeos al fin de la Primera Guerra Mundial, se recrudeció el antisemitismo en Estados Unidos y en Europa. Como ha destacado Álvarez Chillida, «la participación judía en los movimientos revolucionarios condujo a muchos a interpretar el comunismo como el inicio del dominio mundial judío». Mas esta oleada de antisemitismo tuvo escaso eco en España. Se puede observar, sin embargo, en los artículos de los corresponsales del diario conservador ABC, Javier Bueno (que informó desde Berlín de la revolución alemana, que era según él era obra de los judíos) y Sofía Pérez Casanova (que informó de la revolución rusa desde Petrogrado afirmando que «en los soviets... los judíos mandan»). Vázquez de Mella publica varios artículos antisemitas en el periódico de su nuevo Partido Tradicionalista, El Pensamiento Español, en los que sostiene que «el movimiento bolchevique tiene origen, impulso y dirección judaica». Lo mismo afirmaba El Siglo Futuro. El propio rey Alfonso XIII, destacado filosefardí, asumió estas interpretaciones antisemitas de lo que estaba pasando en Europa. Ya destronado, en un manifiesto de 1932 afirmó que las «Cortes sectarias» de la Segunda República Española estaban patrocinadas por el «comunismo, la masonería y el judaísmo»―. En 1925, en los meses previos al desembarco de Alhucemas, le había comentado al agregado militar francés:

La ofensiva rifeña actual no es más que el comienzo de una sublevación general de todo el mundo musulmán por instigación de Moscú y del judaísmo internacional, y susceptible de engendrar en España —debido a la intensa campaña de propaganda comunista que se desarrolla— las más graves perturbaciones.

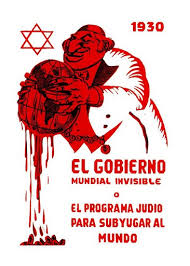
Edición española de los Protocolos de los sabios de Sion.

Durante la Dictadura de Primo de Rivera continuó la difusión del antisemitismo en España. En 1923 se editó El judío internacional del magnate estadounidense del automóvil Henry Ford; otro libelo antisemita titulado Los Protocolos de los Sabios de Sion se tradujo y publicó en 1930. La prensa católica continuó divulgando los tópicos antijudíos, incluido El Debate que hasta entonces no se había mostrado especialmente antisemita, sobre todo en sus artículos referidos a la «formidable campaña contra los judíos» de los socialcristianos austríacos. Lo mismo que Álvaro Alcalá Galiano, Rafael Sánchez Mazas y José María Salaverría en ABC, cuyos comentarios antisemitas solían ir acompañados del elogio al fascismo italiano y a la dictadura española. En 1928 Luis Araújo-Costa, periodista de La Época, ensalzó los Protocolos en el libro La civilización en peligro, como ya había hecho en un artículo el diario católico El Debate. Otro que también creyó en su veracidad fue el canónigo giennense Cristino Morrondo, quien «denunció» la conjunción de «socialistas y judíos, comunistas y masones» contra la Iglesia y la sociedad.

### La Segunda República: la eclosión del antisemitismo español
A partir de la proclamación de la Segunda República Española en abril de 1931 se produce la eclosión del antisemitismo contemporáneo en España. Ahora no sólo los integristas católicos y los carlistas recurren al mito antisemita para explicar el hundimiento de la monarquía y del orden social tradicional que iba unido a ella, y para atacar a la República, sino también los monárquicos alfonsinos y los católicos «posibilistas» aglutinados en torno a la CEDA y al diario El Debate, aunque estos últimos en menor medida. Sin embargo, los fascistas españoles, salvo el clerical y tradicionalista Onésimo Redondo y los antiguos filosefardíes Ernesto Giménez Caballero y Agustín de Foxá, no recurrieron a la propaganda antisemita, si bien en la prensa falangista se encuentran textos antisemitas y sus líderes nunca rechazaron el antisemitismo, porque «al darse en un país sin judíos, sonaba a contienda religiosa, no a lucha nacional y de masas».
El libelo antisemita conocido como los Protocolos de los sabios de Sion (1912) fue traducido y, entre 1932 y 1936, se hicieron de él doce ediciones, la mayoría en editoriales católicas. También se reeditaron el otro gran clásico antisemita, El judío internacional de Henry Ford, y la Historia de las sociedades secretas de Vicente de la Fuente, en la que se explicaba la historia de España contemporánea como una sucesión continua de conjuras judeomasónicas.
A estas obras «clásicas» de la literatura antisemita se suman Orígenes de la Revolución Española (1932) del P. Juan Tusquets, que obtuvo un gran éxito, y en el que se explicaba el triunfo de la República como el resultado de una conspiración masónica, detrás de la cual estaban los judíos, y El comunismo en España de Mauricio Karl, seudónimo de Mauricio Carlavilla, policía y estrecho colaborador del antisemita general Mola, ávido lector de los Protocolos, que también alcanzó un gran éxito, en el que advierte del peligro de que triunfe en España la revolución bolchevique, aunque aún no menciona a los judíos conspirando detrás de las fuerzas obreras. Aquellos aparecen en su siguiente libro El enemigo, de nuevo un gran éxito editorial, en el que afirma que el «enemigo» que dirige a los «asesinos de España» ―que según Carlavilla son el marxismo, el anarquismo y la masonería― es el judío, que tiene «la suprema dirección de todos los internacionalismos: Masonería, marxismo, anarquismo... y las finanzas».
Fueron los carlistas y los integristas católicos reunificados los que más difundieron las ideas antisemitas y los que más creyeron en la «profecía apocalíptica» del dominio mundial judío que anunciaban los Protocolos. Así, los diarios El Correo Catalán y El Siglo Futuro publicaron en sus páginas numerosos artículos contra la «República judaizante», en los que también se atacaba el filosefardismo del gobierno republicano, integrado por masones, y especialmente al ministro de Justicia, el socialista Fernando de los Ríos, al que llamaban directamente «judío». Sostenían que la defensa de la unidad católica era «de vida o muerte para España» porque era la única manera de frenar «la revolución universal, de inspiración masónico-judaica [que] ha tenido en Rusia su más contundente expresión. El bolchevismo es judío». Asimismo las editoriales carlistas publicaron libros antisemitas como La masonería y su obra del ruso blanco Maurice Fara o La conspiración judía contra España (1932) del padre Robles Dégano, uno de los tres expertos antisemitas del diario El Siglo Futuro.
También hubo antisemitas entre los monárquicos alfonsinos, como Julián Cortés Cavanillas, autor del libro La caída de Alfonso XIII, de la que hacía responsable al «influjo artero de la masonería, maléfico engendro de Israel», José María Salaverría, Álvaro Alcalá Galiano, Pablo Montesinos Espartero duque de la Victoria, traductor de los Protocolos y autor del libro «Israel manda» (1935), la filonazi Carmen Velacoracho, editora de la revista femenina antisemita Aspiraciones, José María Pemán, quien dirigió inicialmente la publicación femenina Ellas, fundada por el grupo de la revista monárquica y antiliberal Acción Española, o Manuel Delgado Barreto, director de La Nación (1925-1936), antiguo órgano de prensa de la dictadura de Primo de Rivera. En este grupo destacaba Ramiro de Maeztu, sin duda el intelectual de mayor prestigio que escribía en Acción Española y en ABC. También fue el monárquico que mayor admiración mostró por Hitler, aunque esta decayó cuando observó el carácter anticristiano del nazismo, pero sin abandonar su radical antisemitismoː «los judíos creen que su raza es el Mesías, con derecho a dominar a los demás, y a engañarlas, explotarlas y corromperlas». Maeztu, en un artículo publicado en ABC, propuso al «antisemita visceral» José María Albiñana ―fundador del fascista Partido Nacionalista Español y quien en su libro España bajo la dictadura republicana había afirmado que el 14 de abril había sido «una revolución de tipo judío»― como el posible líder de un movimiento similar al nazi en España, capaz de enfrentarse a la democracia y al marxismo.
Los católicos «posibilistas» de la CEDA, liderados por José María Gil Robles y que tenían su órgano de expresión en el diario El Debate, también participaron en la difusión de las ideas antisemitas, aunque en menor medida que el resto de la derecha antirrepublicana. La prensa católica castellana solía publicar artículos antisemitas del jesuita Enrique Herrera Oria, hermano del director de El Debate e ideólogo de la CEDA, del padre Juan Tusquets o de Albiñana. En el manifiesto electoral de la CEDA de 1933 se describía en tonos apocalípticos la situación de España, en «trágica agonía por los crímenes y desafueros de los energúmenos, en precio y servicio de las logias masónicas y del judaísmo con la cooperación del sectarismo marxista». En un mitin Gil Robles pidió «dejar la patria depurada de masones y judaizantes». La CEDA a partir de entonces hizo un uso frecuente del discurso antisemita tanto en sus manifiestos y proclamas, como en los carteles electorales. Francisco de Luis, sucesor de Ángel Herrera Oria en la dirección de El Debate, publicó en 1935 un libro titulado La masonería contra España, en el que dice que «en cada judío va un masón: astucia, secreto doloso, odio a Cristo y su civilización, sed de exterminio». Por otro lado, la Editorial Católica, propietaria de El Debate, lanzó dos publicaciones fuertemente antisemitasː Hijos del Pueblo, órgano de la Asociación de familiares y amigos de religiosos, y Gracia y Justicia, un semanario satírico antirrepublicano que tiraba 200 000 ejemplares. También en las publicaciones de las órdenes religiosas aparecen frecuentemente textos antisemitas.
A pesar de que el antisemitismo no fue utilizado profusamente por Falange Española, este grupo fascista protagonizó en la primavera de 1935 una de las pocas acciones antijudías de la época: el asalto por los falangistas pistola en mano a los almacenes SEPU recién abiertos por unos empresarios suizos de origen judío.
El periódico falangista Arriba decía el 18 de abril de 1935: «El monstruo financiero está hincando sus garras en la economía nacional. SEPU, la gran empresa judía, sigue explotando repugnantemente a sus empleados y hundiendo cada día más al pequeño comercio».
El diario carlista El Siglo Futuro también lanzó una campaña contra los almacenes SEPU en la que, después de asegurar que hacían una competencia desleal al comercio «nacional» porque vendían productos de contrabando o producidos explotando a los parados, se afirmaba que «pronto todo el dinero de España estará en manos de los judíos».
Los temas preferidos por los antisemitas de la época republicana fueron la referencia a los judíos y a los judeoconversos como los enemigos seculares de España, justamente expulsados por los Reyes Católicos (como había que expulsar también a los nuevos miembros de la anti-España: republicanos, socialistas, masones, «separatistas»), y la conspiración judeomasónica que dominaba a la República, y en la que estaba implicada igualmente la «Rusia comunista» dirigida por los judíos. Asimismo hubo un antisemitismo abiertamente pronazi que tuvo su epicentro en el diario Informaciones, dirigido por Juan Pujol y en el que colaboraron César González Ruano, Alfredo Marquerie, Luis Astrana Marín y Vicente Gay, financiados directamente por Berlín.
La embajada de la Alemania nazi en Madrid desplegó una intensa actividad de propaganda por medio de artículos que eran publicados por la prensa antiliberal española y que estaban escritos por varios servicios alemanes, ocultando su verdadero origen. Subvencionó generosamente el diario Informaciones ―el 26 de abril de 1933 publicó un artículo del mismo Hitler titulado «Por qué soy antisemita»― y otras publicaciones, como la revista femenina Aspiraciones, a cambio de que hicieran propaganda de Alemania y de su política racial. También financió libros, como los escritos por el profesor Vicente Gay (Qué es el socialismo. Qué es el marxismo. Qué es el fascismo, 1933) o por los periodistas César González Ruano (Seis meses con los nazis, 1933) o Ferrari Billoch (La Masonería al desnudo, 1936), y la traducción al castellano de una versión reducida de Mi lucha de Hitler.

### La guerra civil y el franquismo: auge y declive del antisemitismo
En la zona sublevada durante la guerra civil española y el período de la dictadura del general Franco que coincidió con la Segunda Guerra Mundial se acentuó aún más el antisemitismo de las derechas antirrepublicanas, al que Falange Española y de las JONS se sumó también ―en el primer número de su diario Arriba España de Pamplona del 1 de agosto de 1936 apareció la consigna: ¡Camarada! Tienes la obligación de perseguir al judaísmo, a la masonería, al marxismo y al separatismo―.
La Iglesia Católica, aunque siguió rechazando las teorías nazis de la superioridad racial, también se sumó a la campaña.
El cardenal Isidro Gomá, primado de España, se refirió en clave antijudía a la presencia de rusos en el bando republicano: «Dolor de haber visto el territorio nacional mancillado por la presencia de una raza forastera, víctima e instrumento a la vez de esta otra raza que lleva en sus entrañas el odio inmortal a nuestro Señor Jesucristo».
En una pastoral de septiembre de 1938 el obispo de León Carmelo Ballester afirmó que la guerra civil española era una guerra «del judaísmo contra la Iglesia católica».
Entre los militares sublevados también fueron muy frecuentes las invectivas antisemitas. El general Queipo de Llano en una de sus famosas charlas radiofónicas desde Sevilla dijo que la siglas URSS significaban Unión Rabínica de los Sabios de Sion. En 1941 Carrero Blanco, futuro cerebro gris del régimen franquista, interpretaba así la Segunda Guerra Mundial y el papel de España en ella:

España, paladín de la fe en Cristo, está otra vez contra el verdadero enemigo: el judaísmo […] Porque el mundo, aunque no lo parezca… vive una constante guerra de tipo esencialmente religioso. Es la lucha del cristianismo contra el judaísmo. Guerra a muerte, como tiene que serlo la lucha del bien contra el mal

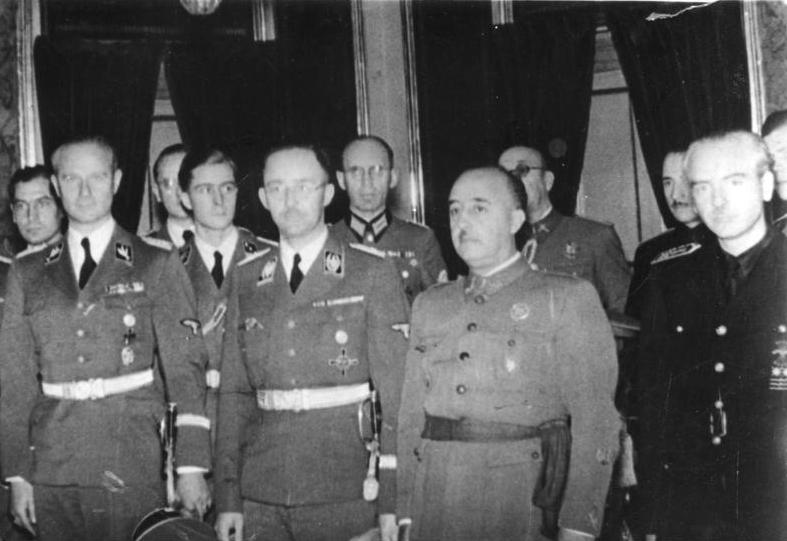
Franco junto a Heinrich Himmler en el Palacio de Oriente durante la visita que hizo a España el líder nazi en 1940.

«Franco era mucho menos antisemita que muchos de sus compañeros de armas, como Mola, Queipo de Llano o Carrero Blanco, y ello influyó sin duda en la política de su régimen respecto de los judíos», afirma Álvarez Chillida. En sus discursos y declaraciones durante la guerra civil no utilizó ninguna expresión antisemita. Aparecieron por primera vez tras la victoria en la guerra, concretamente en el discurso que pronunció el 19 de mayo de 1939 tras el desfile de la Victoria:
«No nos hagamos ilusiones: el espíritu judaico que permitía la gran alianza del gran capital con el marxismo, que sabe tanto de pactos con la revolución antiespañola, no se extirpa en un solo día y aletea en el fondo de muchas conciencias». En su discurso de fin de año, cuando Hitler acababa de barrer del mapa a Polonia y estaba internando en guetos a los judíos polacos, se mostró comprensivo con «los motivos que han llevado a distintas naciones a combatir y a alejar de sus actividades a aquellas razas en que la codicia y el interés es el estigma que las caracteriza, ya que su predominio en la sociedad es causa de perturbación y peligro para el logro de su destino histórico. Nosotros, que por la gracia de Dios y la clara visión de los Reyes Católicos, hace siglos nos libramos de tan pesada carga…». Una posición que mantuvo incluso después de que comenzaran los reveses para los nazis en la guerra.
La prensa católica y falangista elogió la persecución de los judíos en la Europa ocupada por los nazis y con mucha frecuencia la comparó con la política antijudía de los Reyes Católicos. En el órgano de Acción Católica Ecclesia se decía el 20 de junio de 1943: «España resolvió el problema judío adelantándose en siglos y con cordura a las medidas profilácticas [sic] que hoy han tomado tantas naciones para librarse del elemento judaico, fermento tantas veces de descomposición nacional».
Dado que en España no había judíos ―excepto unos pocos miles en el Protectorado de Marruecos― este «antisemitismo sin judíos» tenía una función esencialmente ideológica: identificar al bando republicano con los judíos, recurriendo a los viejos estereotipos antijudíos todavía presentes en la memoria popular ―así algunos campesinos de Castilla creían que los rojos tenían rabo como se decía de los judíos―. Y dentro de él desempeñaba un papel central el mito del complot judeomasónico que servía para explicar la caída de la monarquía en 1931 y del mundo tradicional y católico que se fue con ella. Además era útil para fundir en un solo enemigo las diversas fuerzas que luchaban por la República porque todas ellas estaban manejadas por los judíos para conducirla al comunismo. En el Poema de la Bestia y el Ángel (1938) de José María Pemán Dios encarga a la Iglesia española enfrentarse al Oriente rojo y semítico, porque el agente de la Bestia (de Satanás) en la tierra es el Sabio de Sion ―una idea que procede, claro está, de los Protocolos―.
En cuanto a las acciones concretas contra los judíos se puede afirmar que durante la guerra civil los militares sublevados no los persiguieron sistemáticamente, aunque hubo algún caso.
Tampoco en las leyes represivas promulgadas por el Generalísimo Franco al final de la guerra o inmediatamente después se hace referencia a los judíos y sí en cambio a la masonería y al comunismo. Sin embargo, se creó un departamento de Judaísmo, anexo al departamento de Masonería, bajo la dirección del policía Eduardo Comín Colomer, ambos integrados en la cuarta sección, Antimarxismo, de la recién creada Dirección General de Seguridad, a cuyo frente estaba José Finat y Escrivá de Romaní.
Se creó además una Brigada Especial, a cuyo frente Finat nombró al furibundo antisemita Mauricio Carlavilla, una de cuyas misiones era controlar a los judíos residentes en España, atendiendo así la petición expresa de Heinrich Himmler, jefe de las SS y de los servicios de seguridad del Tercer Reich. Para llevar a cabo su labor se creó el Archivo Judaico con todos los judíos, españoles y extranjeros, residentes en España, que se mantuvo en absoluto secreto, y que era alimentado con los informes que enviaban los gobernadores civiles sobre «las actividades de carácter judaico» que se producían en su provincia ―en una de las fichas se podía leer: «Se le supone la peligrosidad propia de la raza judía a la que pertenece (sefardita)«―.
Según José Luis Rodríguez Jiménez, «la colaboración no se produjo en todos los casos requeridos por los alemanes, pero hay constancia de que algunas personas fueron entregadas a las autoridades de Berlín». Cuando cambió el signo de la Segunda Guerra Mundial esta colaboración se interrumpió.
Tras la derrota de las potencias del Eje en la Segunda Guerra Mundial el régimen franquista se ve aislado internacionalmente. Para afianzarse en el interior la propaganda del régimen recurre entonces al mito de la conspiración antiespañola, de la que forman parte los judíos. No es casualidad que los escritos más claramente antisemitas del general Franco y de Carrero Blanco sean precisamente de esta época.
En un artículo publicado por el diario Arriba el general Franco, bajo el seudónimo de Jakin Boor, vincula a los judíos con la masonería y los califica de «fanáticos deicidas» y «ejército de especuladores acostumbrados a quebrantar o a bordear la ley».
Por su parte Carrero Blanco se pregunta, en lo que parece una alusión al judaísmo y a la masonería, «¿Qué misteriosos poderes actúan en el seno de la ONU e inspiran tan extrañas reacciones?», en referencia al voto de condena al régimen franquista que se produjo en el seno de la nueva organización internacional fundada en 1945.
Sin embargo cuando se pone fin al aislamiento del régimen en 1950 gracias al viraje de Estados Unidos y del resto de potencias occidentales motivado por la guerra fría, el «discurso antisemita pierde cada vez más peso».
El debilitamiento del discurso antisemita se ve acompañado de medidas concretas respecto de los judíos. En 1949 se abren dos sinagogas en pisos de Madrid y Barcelona y en 1953 el Caudillo concede una audiencia al presidente de la sinagoga de Madrid. En 1954 se abren dos sinagogas en Barcelona y un centro comunitario.
También pasa a segundo plano la teoría de la conspiración antiespañola, siendo sustituida en la propaganda franquista por el énfasis en el crecimiento económico y la paz social. En consecuencia «las referencias a las supuestas actividades del judaísmo desaparecen, siendo muy escasas las publicaciones que incumplen esta regla». Así el policía Comín Colomer en su libros de exaltación del régimen sólo habla de pasada del «judeomasonismo», del «judeosovietismo» o del «supergobierno de Sion». Sin embargo Mauricio Carlavilla, al que se sumó Joaquín Pérez Madrigal ―un antiguo diputado del Partido Republicano Radical que nada más comenzada la guerra civil colaboró con el aparato de propaganda franquista y que dirigió en la posguerra el semanario ultraderechista ¿Qué Pasa?― siguieron con el tema antisemita, pero sus libros no encontraron apoyo oficial y tuvieron que ser editados por los propios autores.
El discurso antisemita reaparece en los años finales de la dictadura franquista junto con el mito de la conspiración antiespañola. Son los sectores más inmovilistas del régimen los que lo utilizan para impedir cualquier tipo de reforma del sistema político cuando muera el anciano Generalísimo Franco. Hay grupos neofascistas y neonazis como CEDADE que tienen el antisemitismo ―y el racismo en general― como su seña de identidad.

### La monarquía parlamentaria de Juan Carlos I: la pervivencia del antisemitismo
Poco después de acceder al trono en noviembre de 1975, el rey Juan Carlos I encarga al ministro de Asuntos Exteriores José María de Areilza que inicie los contactos para el reconocimiento del estado de Israel y además recibe en audiencia a una delegación de la Federación Sefardí Mundial y a los presidentes de las comunidades judías en España, mientras que la reina asiste en la sinagoga de Madrid a la celebración del sabbat. Sin embargo el establecimiento de relaciones diplomáticas con Israel será un proceso largo y complicado ―en el que desempeñaron un papel importante las asociaciones proisraelíes que se fundaron entonces, especialmente Amistad España-Israel, de la que formaron parte destacados políticos e intelectuales― y no se producirá hasta 1986, con el primer gobierno del socialista Felipe González.

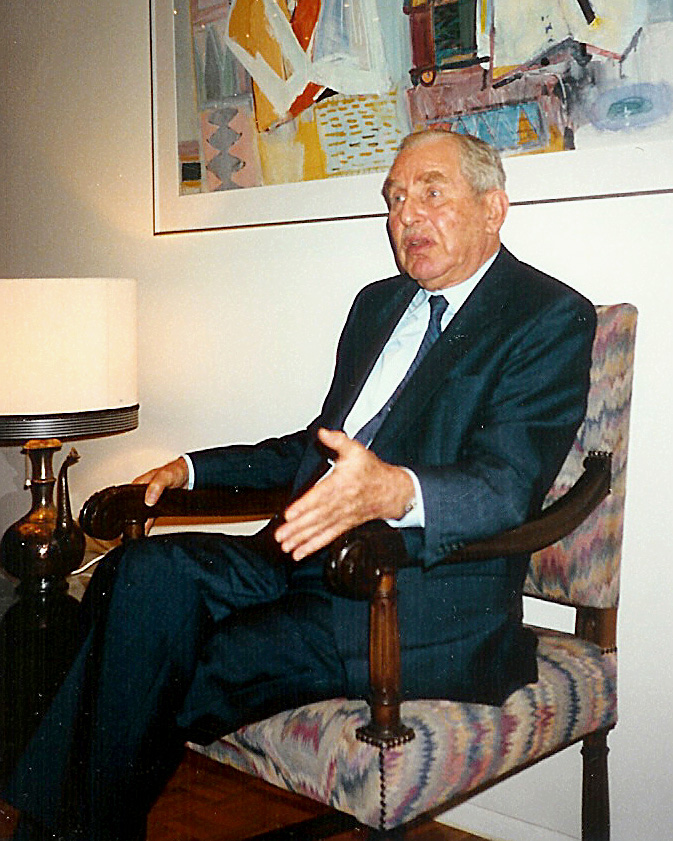
Haim Herzog, que estuvo presente, como presidente de Israel, en la ceremonia de desagravio celebrada en 1992 en la sinagoga de Madrid en conmemoración del quinto centenario del decreto de expulsión de los judíos de España en 1492.

La Constitución de 1978 reconoce plenamente la libertad de conciencia y la libertad de cultos, además de prohibir cualquier discriminación a causa de la religión ―o de la raza―. Dos años después se promulga la Ley Orgánica de Libertad Religiosa, que fue consensuada por el gobierno centrista de Adolfo Suárez con la Federación de Comunidades Israelitas de España, y en 1992, con el tercer gobierno de Felipe González, se aprueba el convenio de cooperación con los judíos ―y con evangélicos y musulmanes―. Ese mismo año, con motivo del quinto centenario del descubrimiento de América y de la expulsión de los judíos, se organiza Sefarad 92 para sellar definitivamente la reconciliación y el reencuentro con los judíos en España. El acto principal fue la ceremonia que se celebró el 31 de marzo de 1992, quinientos años después del edicto de expulsión, en la sinagoga de Madrid presidido por el rey Juan Carlos I y su esposa, en el que estuvieron presentes el presidente de Israel, Haim Herzog, el presidente de la comisión Sefarad 92, el israelí sefardí Isaac Navon, y representantes de las organizaciones sefardíes internacionales y de las comunidades judías españolas. Dos años antes se había concedido el premio Príncipe de Asturias de la Concordia a las comunidades sefardíes del mundo.
En este proceso de reconciliación destaca también la ley aprobada por las Cortes en 1978, tras vencer la resistencia inicial por parte del partido mayoritario UCD, por el que se concedía la nacionalidad española a todos los judíos sefardíes con sólo dos años de residencia, equiparándolos así a iberoamericanos, andorranos, filipinos, ecuatoguineanos y portugueses que tenían el mismo derecho. En la intervención que tuvo ante la Cámara en defensa de la proposición de ley que había presentado su grupo parlamentario de los socialistas catalanes, Ernest Lluch (luego asesinado por ETA) se refirió a las campañas filosefardíes del doctor Pulido en las primeras décadas del siglo XX y a las propuestas del socialista Fernando de los Ríos durante la Segunda República y justificó la proposición de ley como una reparación de la deuda histórica que España tenía con los descendientes de los judíos expulsados en 1492.
Desde el final de dictadura franquista en 1975 el antisemitismo en España se ha debilitado ―a lo que ha contribuido el cambio de actitud de la Iglesia Católica respecto de los judíos a partir del pontificado de Juan XXIII y del Concilio Vaticano II― pero no ha desaparecido.
Sus principales valedores fueron (y son) los grupos de ultraderecha neofranquistas, neofascistas y neonazis que durante la transición española intentaron impedir el proceso de reforma política hacia la democracia recurriendo a la misma estrategia desestabilizadora que ya utilizó la derecha antirrepublicana en los años treinta, aunque esta vez con muy poco éxito ―en las primeras elecciones democráticas celebradas en junio de 1977 no consiguieron ningún respaldo popular y quedaron fuera del nuevo parlamento―. Falló su estrategia de identificar la democracia con la Anti-España y su recurso al viejo mito del contubernio judeo-masónico-comunista, que difunden diarios involucionistas como El Alcázar y revistas neofranquistas como Fuerza Nueva, tampoco fue creído.
Según González Chillida, «su nostalgia del pasado, las constantes apelaciones a la Guerra Civil y la falta de credibilidad de su mensaje catastrofista, que anunciaba que la democracia iba a traer de modo inminente el triunfo del comunismo, la desmembración del país, o, simplemente, el caos absoluto, explican este fracaso».
Durante la transición hubo actos aislados de violencia antisemita protagonizados especialmente por grupos neonazis. En septiembre de 1976 estalla una bomba junto a la puerta de la sinagoga de Barcelona, atentado reivindicado por el Comando Adolfo Hitler ―tres años después el mismo lugar es tiroteado y en 1981 es objeto de otro atentado con cócteles Molotov; en 1987 los artificieros de la policía desactivan otra bomba―. El 24 de diciembre de 1976 estalla un potente artefacto junto a la sinagoga de Madrid, reivindicado esta vez por el autodenominado Grupo Armado por la Liberación de Europa ―como en el caso de Barcelona no hubo detenciones―. En mayo de 1978 un grupo de estudiantes proisraelíes que estaban pegando carteles son agredidos por los Guerrilleros de Cristo Rey. El 25 de abril de 1979 son rotos los escaparates de una tienda judía de Madrid. Dos días después grupos de neonazis y neofascistas organizan una algarada en Madrid, siendo destruidas tres tiendas propiedad de judíos, como protesta por la prohibición decretada por el cardenal Tarancón de la tradicional misa en conmemoración del nacimiento de Hitler ―hubo 11 detenciones―. El 3 de marzo de 1980 el empresario judío Max Mazin es objeto de un atentado por parte de un terrorista palestino del que sale ileso pero en el que muere por error un vecino suyo. En enero de 1986 son profanadas varis tumbas del cementerio judío de Sardañola del Vallés.
Al mismo tiempo los medios ultraderechistas siguen recurriendo al discurso antisemita en su intento de desetabilización del proceso democrático. El Alcázar lo recrudece especialmente durante la campaña del referéndum de la Constitución de 1978 utilizándolo en su defensa del NO al proyecto por su supuesto carácter anticatólico. En sus páginas se denuncia la «apoteosis sionista» y se niega la existencia del Holocausto, y aparecen artículos de furibundos antisemitas como Felipe Llopis ―que denuncia los «pactos secretos» para establecer el «Gobierno mundial» sionista― o el franciscano Juan Antonio Cervera ―colaborador de la revista integrista Verdad y vida y que en 1984 publica el libro «La red del poder», en el que «denuncia» el oculto «condominio o alianza de los dos súper Estados [la Unión Soviética y los Estados Unidos] hacia el propósito final de crear el unimundialismo o gobierno mundial» detrás del cual está el capitalismo judío o sionista―.
Se reeditan los Protocolos de los Sabios de Sion y se publican libros antisemitas, con escasa repercusión entre los lectores. Fuerza Nueva publica en 1976 los libros del negacionista mexicano Salvador Borrego pero la editorial que más destaca en los años de la transición es Vassallo de Mumbert, cuyo dueño es un integrista católico ―en la línea de Marcel Lefebvre― contrario a los cambios introducidos en la Iglesia por el Concilio Vaticano II que cree que son de «inspiración sionista o masónica». En 1979 edita el Manual de urgencia sobre el sionismo en España de Casanova González-Mateo en el que se dice que la Constitución de 1978 «es masónica y marxista, para que de una forma u otra pueda ser dominada por el sionismo». Además el autor intenta demostrar que el cambio político que se había producido en España respondía a los planes establecidos en los Protocolos.
En buena parte de estos libros aparece un nuevo enfoque en el discurso antisemita que ahora señala como la principal «amenaza» el mundialismo ―es decir, el proceso de globalización―, última versión del mito de la conspiración judía. Uno de sus iniciadores fue el ultraderechista francés afincado en España, Jean Lombard, quien publica en la editorial de Fuerza Nueva, La cara oculta de la Historia Moderna, en cuatro tomos. En la obra, después de hacer un detenido repaso a la historia occidental para «demostrar» que todo lo que ha sucedido ha sido obra de las intrigas de los judíos, explica que el último producto de esa intriga es el proceso de mundialización impulsado por los judíos a través de organizaciones como la Round Table, el Council on Foreign Relations de Estados Unidos, la Trilateral o el grupo Bilderberg. En esta misma línea se pueden citar El último protocolo de José Luis Jerez Riesco, publicado con el seudónimo de Leo Ferraro, o Los amos del PSOE (1986) de Manuel Bonilla Sauras, en el que «explica» que el triunfo del PSOE en las elecciones de 1982 es obra del entramado internacional judío (Trilateral, Club Bilderberg, etc), del que el partido socialista y su líder, Felipe González, son simples marionetas.

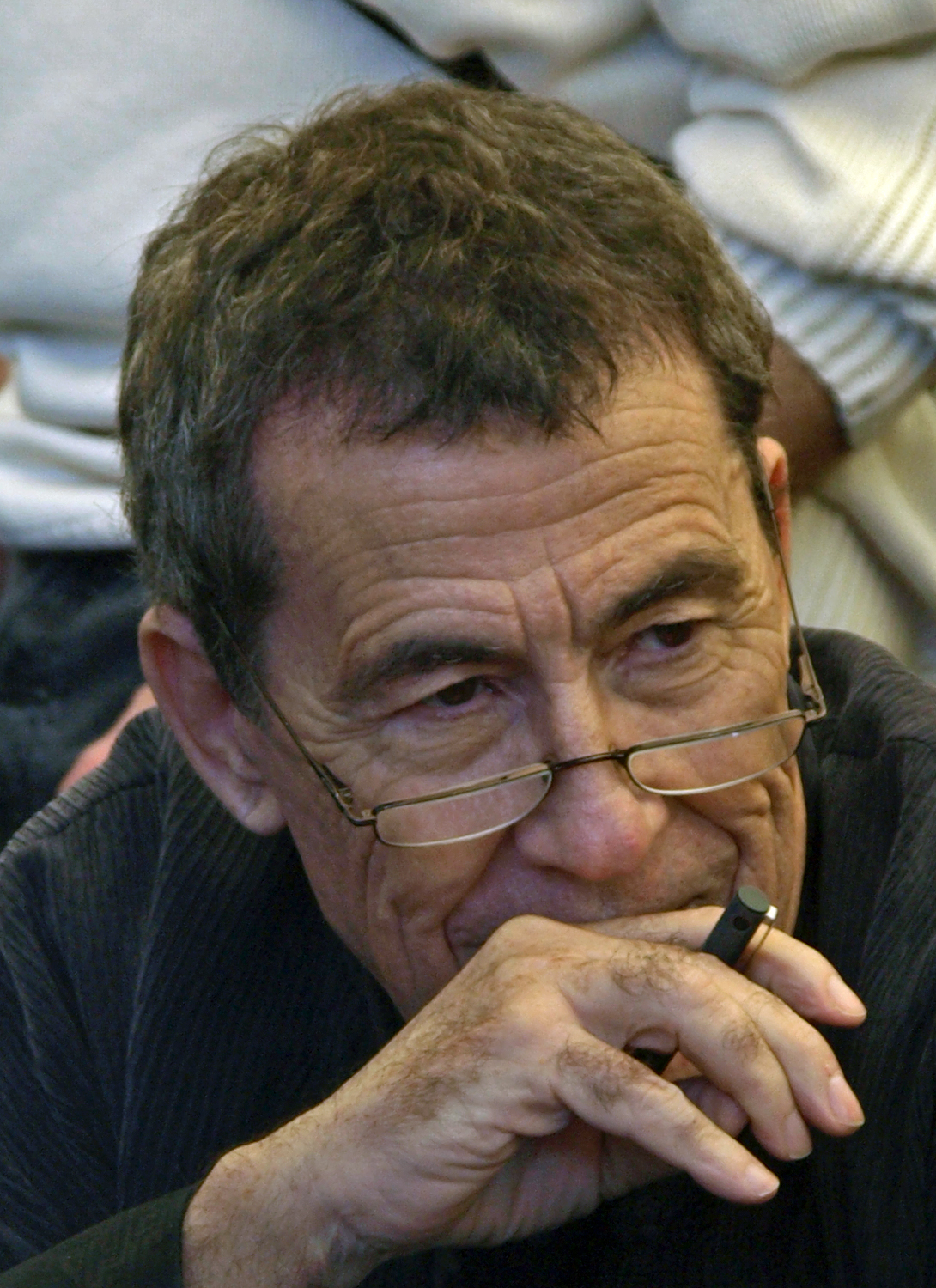
Fernando Sánchez Dragó, autor del libro Gárgoris y Habidis. Una historia mágica de España (1978), que contiene pasajes antisemitas según el historiador Gonzalo Álvarez Chillida

Según Gonzálo Álvarez Chillida, el escaso éxito de público de los libros antisemitas durante la transición tiene una excepción: el libro de Fernando Sánchez Dragó publicado en 1978 con el título Gárgoris y Habidis. Una historia mágica de España que se convirtió en un best-seller y obtuvo el Premio Nacional de Literatura. Según Álvarez Chillida, en el esoterismo y orientalismo que defiende su autor hay un importante componente antisemita. Además de las abundantes citas de la obra del antisemita y nacionalista gallego Vicente Risco que se hacen en el libro y de dar verosimilitud a los crímenes rituales contra niños cristianos como el caso del Santo Niño de la Guardia de 1491, Álvarez Chillida destaca el desprecio de Sánchez Dragó hacia los judíos asquenazíes, quienes según él son los que tienen un auténtico origen semita ―a diferencia de los judíos sefardíes que provienen de los iberos― y están «profundamente corrompidos». Llevan dos mil años intrigando para «recuperar Israel» y son ellos los que han judaizado la Europa moderna a través del racionalismo, una de cuyas secuelas es la «fe en el progreso» ―«Guste o no guste, el siglo XX está empapado de judaísmo. Carlos Marx tenía que pertenecer al pueblo errante. Necesitaba esa hechura racial, o atávica telaraña para tejer sus populares desvaríos»―. Y, según Sánchez Dragó, para alcanzar ese objetivo no sólo provocaron la Segunda Guerra Mundial sino que organizaron con los nazis el Holocausto de«cinco millones de hermanitos acogotados» ―«No les tembló el pulso y hoy tienen todo lo que buscaban… Los rabinos se sentaron a la mesa y movieron, con hilos largos, sus soldaditos de plomo: Hitler, Churchill, la Gestapo, las divisiones acorazadas, el Ejército Rojo…»―. En 1989 Sánchez Dragó fue el encargado de dirigir un curso de verano de la Universidad Complutense de Madrid con el título La gnosis o el conocimiento de lo oculto, en el que el secretario del mismo era el neonazi de CEDADE, Isidro J. Palacios y uno de los conferenciantes era el chileno Miguel Serrano, máximo representante mundial del nazismo esotérico ―que finalmente no intervino por las denuncias que aparecieron en la prensa―.
Más recientemente otro autor que también tiene un público lector amplio y que ha publicado al menos una obra antisemita es Ricardo de la Cierva. Según Álvarez Chillida, en Los signos del Anticristo (1999) aparece la última versión del discurso antisemita, el del «proyecto mundialista» orquestado por el Council of Foreign Relations, la Trilateral, el Club Bilderberg, e incluso el Club de Roma. Según Álvarez Chillida, «La Cierva no dice explícitamente que la conspiración sea judía, pero todas las instituciones del poder oculto están llenas de judíos». Además habla de que «las redes masónicas se conciertan con un importante sector financiero mundial en manos de personalidades judías» y de que «los judíos dominan cada vez más el sistema mundial de medios de comunicación hasta extremos casi inconcebibles y por supuesto ignorados». Pese a todo niega la veracidad de los Protocolos y condena el Holocausto, «uno de los mayores crímenes contra la Humanidad»… pero solo pone algunos reparos al libro del «idealista» Henry Ford, porque «no se puede descartar despectivamente toda la literatura antisemita sin detectar en ellas vetas de auténtica realidad histórica».
Tras el fracasado golpe de Estado del 23-F de 1981 y la victoria socialista en las elecciones de 1982, se inicia la decadencia de la extrema derecha cuya proyección social es mínima, pero su labor de propaganda continúa, aprovechando que España «haya sido uno de los pocos países de Europa occidental en los que hasta fechas recientes las organizaciones y publicaciones neonazis no encontraban impedimentos legales a su desarrollo».
Así hacia el año 2000 Fuerza Nueva seguía publicando aunque de forma esporádica, y continuaban funcionando editoriales y entidades como la Editorial Barbarroja, la Fundación División Azul, la Fundación Don Rodrigo, la editorial García Hispán, la editorial Ojeda, etc., que seguían publicando obras antisemitas como El Talmud (1992) obra del policía gallego Paradela Castro, El Diablo y sus secuaces de Francisco Sánchez-Ventura o Padre, me acuso de ser antijudío (1998) de Ángel García Fuente de la Ojeda ―que escribe con el seudónimo de Juan Español―. También se publican revistas como la quincenal Siempre p'alante (editada en Navarra desde 1982) y se organizan encuentros como los que se celebran en Zaragoza periódicamente con el nombre de Jornadas de la Unidad Católica de España.

## La imagen del judío en la cultura popular

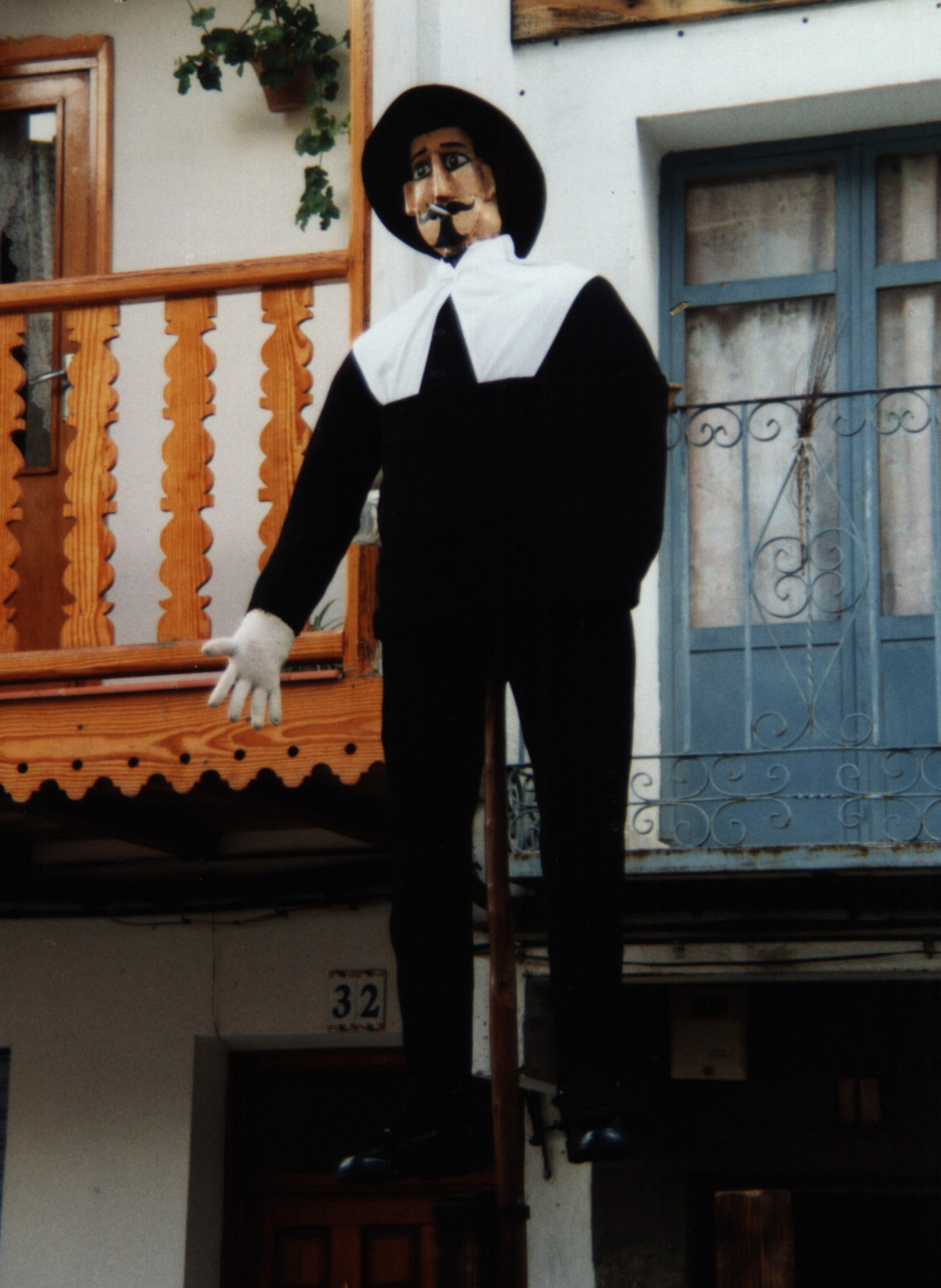
El Peropalo del carnaval de Villanueva de la Vera.

La imagen negativa del judío forjada a lo largo de los siglos ha perdurado hasta nuestros días en el imaginario popular, como se puede comprobar en las acepciones de las palabras judío/jueu/xudeu, y judiada/judiada/xudiada en castellano, catalán y gallego, respectivamente. Así judiada es definido en el diccionario castellano de María Moliner como «acción malintencionada o injusta ejecutada contra alguien»; en el catalán de Alcover y Moll como «acción de sacar la lengua para insultar o menospreciar a alguien» y jueu como «hombre malo, especialmente el avaro y el usurero, que no tiene piedad con tal de ganar dinero»; y en el Diccionario Xerais de la lengua gallega xudiada es definida como «mala acción, traición» y xudeu como «de forma despectiva, dícese de la persona avara, usurera».
En los alrededor de cien refranes castellanos que se refieren a los judíos también se puede comprobar esa misma imagen negativa. En ellos se achacan al judío, que carece de virtudes morales, gran cantidad de defectos. Siempre intenta engañar (Fiar de judío es gran desvarío…), es mezquino, vengativo, ladrón (La labor de la judía, afanar de noche e folgar de día), usurero (El judío que ni pelea ni presta, es cosa molesta), avaro (Judío para la mercaduría y fraile para la hipocresía), vago (Judío y trabajar, no se pueden concordar). También se resaltan sus supuestos rasgos físicos que los identifican (Judío de larga nariz, paga la farda a Villasís) y se recalca que hay que desconfiar de ellos (No fíes del judío…) y eludir su trato (Al judío y al puerco, no le metas en tu güerto). Además en los refranes también abundan las amenazas y los malos tratos: Judío triste, vete por donde viniste; Al judío bejarano, con el palo, y no con la mano.
También en las leyendas, la mayoría de las cuales tienen un origen medieval, aparece la imagen negativa del judío, aludiendo a la avaricia de los judíos y a sus riquezas ocultas, y a los crímenes rituales y a los sacrilegios cometidos por ellos. Estos últimos han dado lugar a cultos locales difundidos mediante folletos y libros piadosos. Igualmente el romancero y el cancionero popular recogen historias de crímenes contra la religión cristiana cometidos por judíos, así como el papel desempeñado por estos en la pasión de Jesucristo o en el martirio de algunos santos, contraponiéndose a los judíos con Dios y las personas santas como en la copla siguiente:

Cuando llueve y hace sol
Sale el arco del señor; 
Cuando llueve y hace frío
Sale el arco del judío

La imagen negativa del judío también se ha mantenido a través de las celebraciones religiosas, singularmente la Semana Santa, como ocurre, por ejemplo con los sayones de los pasos procesionales que son retratados con rasgos repugnantes y grotescos. También abundan los pueblos en los que normalmente el sábado santo se quema un monigote que representa a Judas, un ritual inspirado seguramente en los autos de fe de la Inquisición. En los pueblos catalanes en Semana Santa tenía lugar el anar a matar jueus (‘andar a matar judíos’) que consistía en que los niños hacían sonar sus carraus (carrasquetas) que giraban haciendo ruido. Por otro lado, en el carnaval de Villanueva de la Vera se celebra la fiesta del Peropalo, un muñeco que es quemado el martes de carnaval tras ser objeto de todo tipo de burlas y escarnios que se llaman «la judiá», pues se cantan coplas que muestran una gran agresividad contra los judíos, llamados «los de la mala ralea», «los de la mala secta», «los de la mala semilla», «los de la mala intinción», o los de «infame linaje». En realidad Peropalo representa a Judas, que a su vez encarna al conjunto de los judíos, como lo muestra la siguiente copla:

El Peropalo de hogaño
lo queremos pa quemarle
que es un Judas que hacemos
pa afrenta de su linaje.

## Antisemitismo en España en elsigloXXI
Según Gonzalo Álvarez Chillida, «aunque el prejuicio antijudío popular se ha debilitado, sin duda no ha desaparecido totalmente». Para corroborarlo cita una encuesta realizada en 1995 en la que se preguntaba a profesores y alumnos con qué personas de otras etnias les molestaría relacionarse, y los judíos aparecían en cuarto lugar por detrás de gitanos, árabes y negros africanos, en el caso de los profesores, pero en segundo lugar en el de los alumnos, sólo superados por los gitanos. Estos datos fueron confirmados por una encuesta del CIS del año 2000 en la que los judíos aparecían en tercer lugar entre los «inmigrantes» peor considerados, por detrás de gitanos y «moros» ―Juan Goytisolo se preguntaba en un artículo aparecido en la prensa: «¿Quién ha visto un inmigrante judío?»―. Según Álvarez Chillida, «el rechazo, en proporciones no desdeñables según las encuestas, a unos judíos que, como he dicho, casi nadie conoce ni de vista, sólo se puede explicar por la pervivencia subterránea de la vieja identidad castiza española» que se ha fraguado desde tiempos medievales en oposición al «judío» y al «moro».
En 2005 una encuesta oficial realizada entre escolares mostraba que algo más de la mitad de los estudiantes no querría tener a un chico judío como compañero de pupitre pese a no poder reconocerlo físicamente. Según otra encuesta realizada en 2010 por encargo del Ministerio de Asuntos Exteriores y Cooperación, el 58.4 % de la población española opinaba que «los judíos tienen mucho poder porque controlan la economía y los medios de comunicación», y más de un tercio (34.6 %) manifestaba una opinión desfavorable o totalmente desfavorable de esa comunidad religiosa, a pesar de que en España apenas sumaba 40 000 personas. Entre los que reconocían tener «antipatía hacia los judíos», sólo un 17 % decía que se debía al llamado «conflicto de Oriente Medio». Un 29.6 % afirmaba que su rechazo tenía que ver con «la religión», «las costumbres», «su forma de ser», etc., junto con la «antipatía en general», o las percepciones relacionadas «con el poder». Un 17 % decía tener antipatía hacia los judíos aun sin saber los motivos. En un informe presentado en marzo de 2011 titulado Antisemitismo en España 2010 aparecían documentados 4000 casos de incidentes de odio antirreligioso y violencia xenófoba, entre los que estaban incluidos los actos de antisemitismo. Además se resaltaba la existencia de más de 400 webs de carácter xenófobo y antisemita. Según un estudio de la Liga Antidifamación (2014), un 29% de los españoles albergan prejuicios negativos en relación con los judíos.  Por otro lado, los ataques antisemitas no han dejado de crecer.